# Yalı

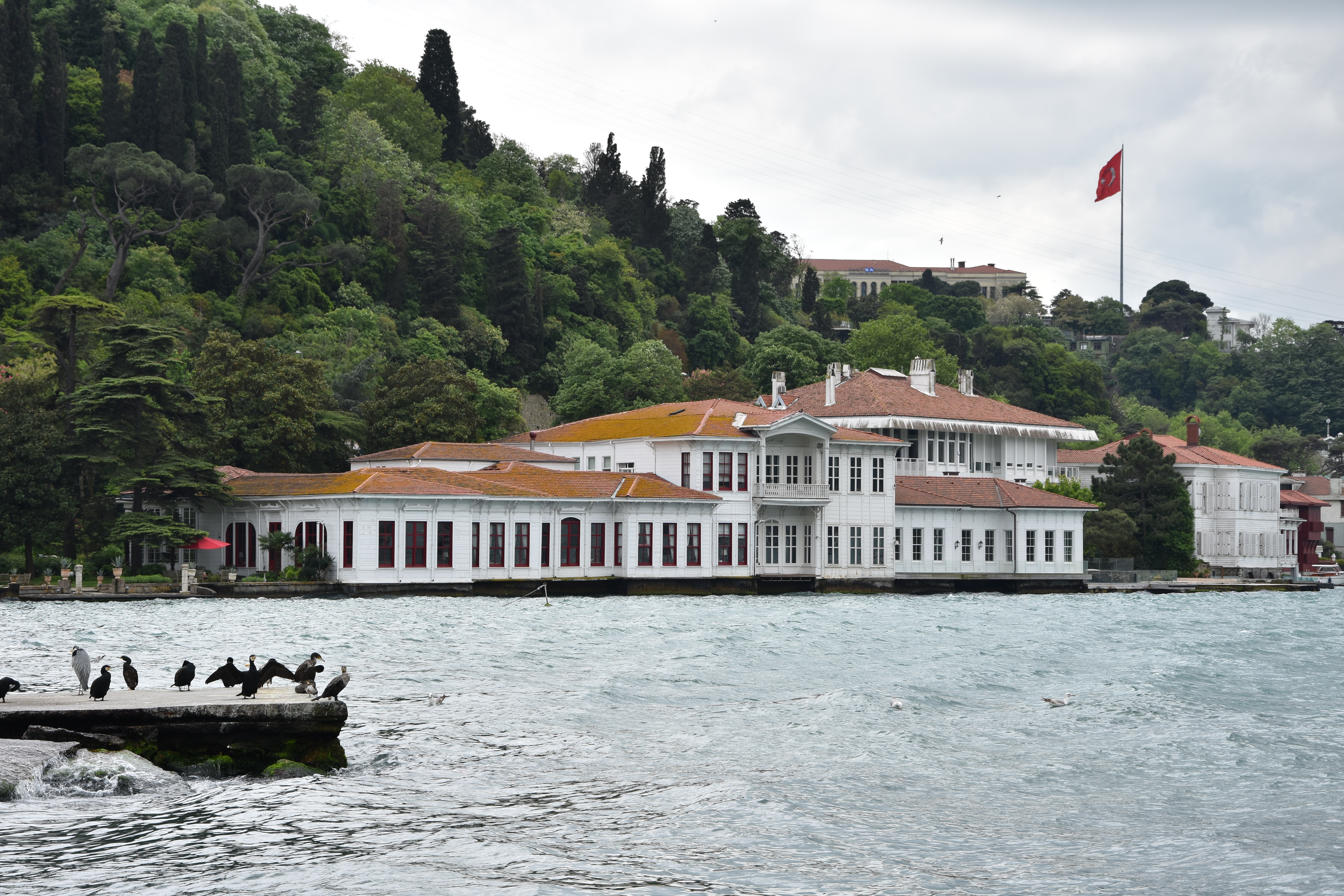
Yalı di Kıbrıslı Mehmed Emin Pascià a Kandilli, Scutari, sulla sponda anatolica del Bosforo.

Lo yalı (in turco yalı, dal greco γιαλή yialí (moderno γιαλός yialós), letteralmente "mare, spiaggia") è una casa o un palazzo costruito vicino al mare (quasi esclusivamente sul mare, in particolare sullo stretto del Bosforo a Istanbul) e di solito realizzata con un concetto architettonico che tiene conto delle caratteristiche della località costiera. Una famiglia che possedeva una residenza in riva al mare trascorreva un po' di tempo in questa residenza, solitamente secondaria, situata in riva al mare, in contrasto con il konak ("villa", a parte l'uso del termine per riferirsi a edifici con funzioni amministrative) o il köşk (" padiglione", che spesso serve a un determinato scopo pratico, come la caccia, o che implica un uso temporaneo). Così, andare allo "yalı" acquisiva il senso di andare sia al mare che alla casa lì situata. Nel suo senso contemporaneo, il termine "yalı" è usato principalmente per indicare la quantità totale di 620 residenze sull'acqua, per lo più risalenti al XIX secolo (alcune risalgono al XVIII secolo e alcune all'inizio del XX secolo), sparse lungo il Bosforo a Istanbul. In quanto tali, costituiscono uno dei punti di riferimento della zona.

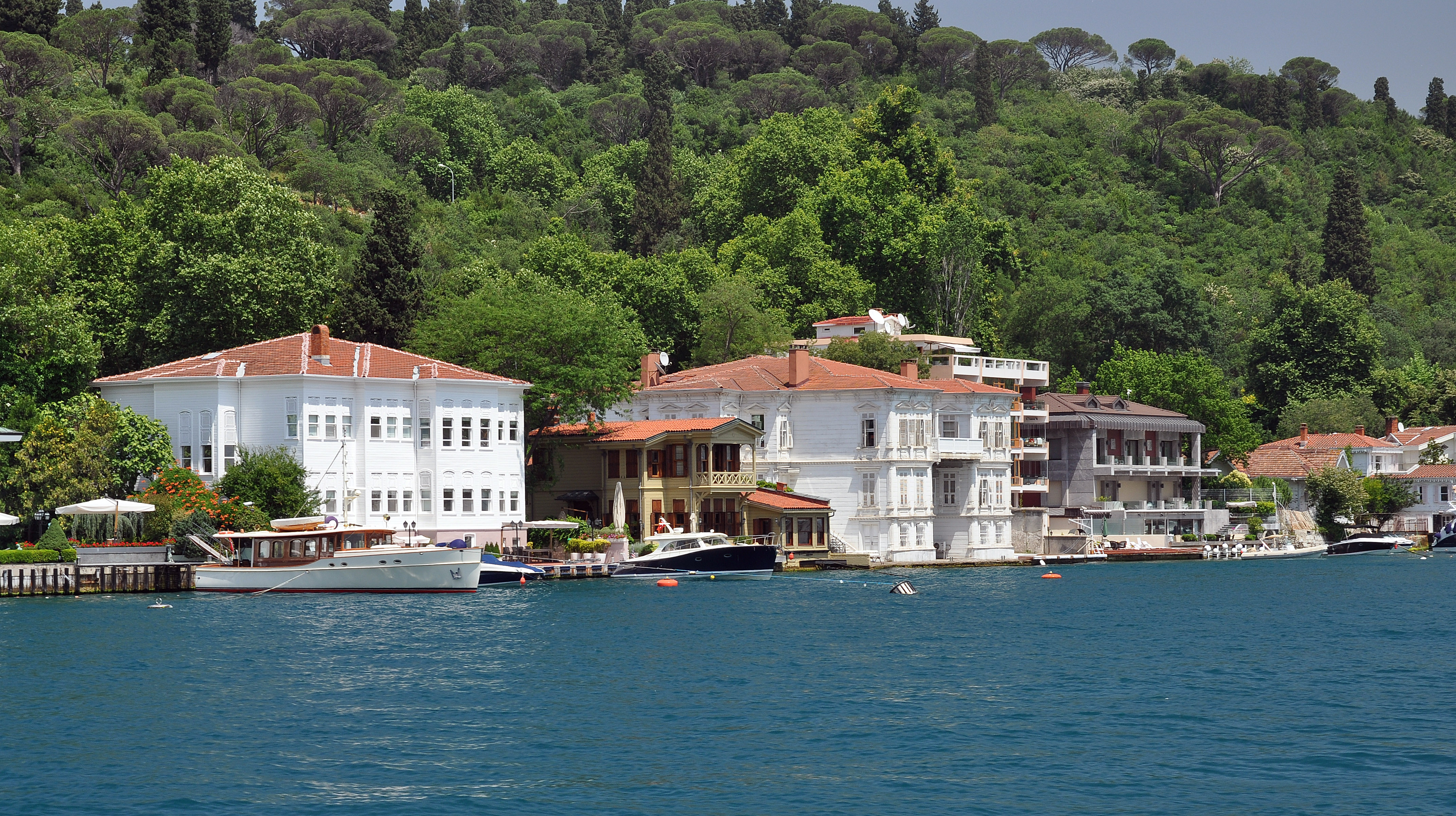
Yağlıkçı Hacı Reşit Bey Yalısı e Prenses Rukiye Yalısı a Kanlıca, Beykoz, sulla sponda anatolica del Bosforo.

Il legno finemente lavorato era il materiale da costruzione predominante scelto per le yalı, come lo era per la maggior parte delle case tradizionali turche. I restauri successivi hanno spesso causato una graduale riduzione delle parti lignee dell'intera struttura, ma il legno rimane comunque il materiale prominente e identificativo degli yalı storici. Non è raro che le dimore più recentemente restaurate impieghino il legno principalmente per scopi di decorazione esterna.

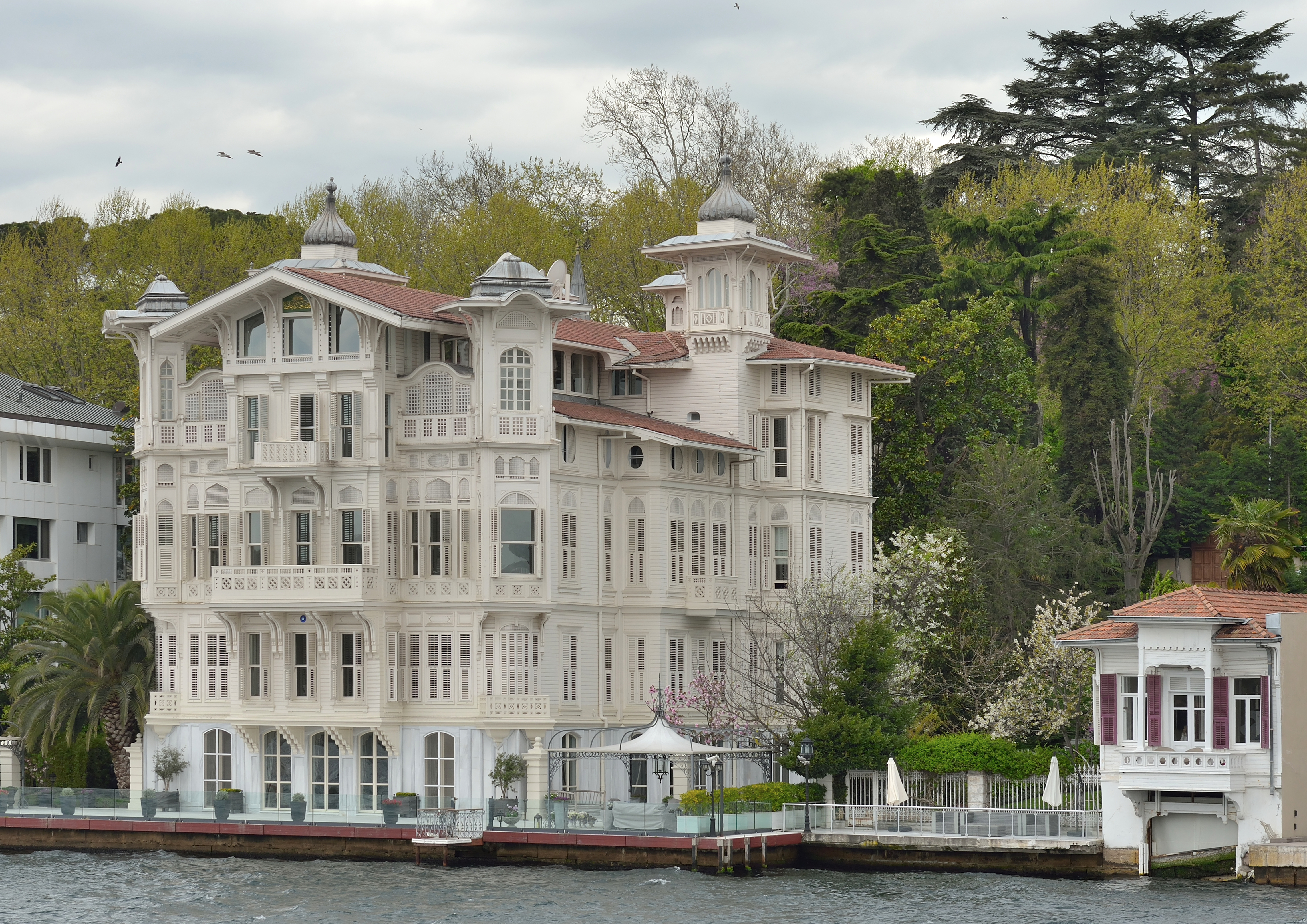
Yalı di Ahmet Afif Pasha a Yeniköy, Sarıyer, sulla sponda europea del Bosforo, progettato da Alexandre Vallaury.

Il più antico yalı sopravvissuto è quello costruito dal gran visir Amcazade Köprülü Hüseyin Pascià (della famiglia Köprülü altamente influente) nel 1699 nel quartiere di Kanlıca (all'interno del distretto di Beykoz), sulle rive asiatiche del Bosforo. Di questo yalı, la sala delle udienze (divanhane) e i suoi immediati annessi sono sopravvissuti. Sulle sponde europee opposte, il più antico rimasto è lo "Şerifler Yalısı" nella mahalle di Emirgan (nel distretto di Sarıyer), costruito nel 1780 ma che porta il nome di un proprietario successivo. Lo yalı più costoso è "Erbilgin Yalısı" situato a Yeniköy. Nel 2007, la rivista Forbes ha elencato "Erbilgin Yalısı" come la quinta casa più costosa del mondo con un prezzo di 100 milioni di dollari.
Cornucopia, una rivista sulle arti, la cultura e la storia della Turchia, ha una rubrica regolare sugli yalı del Bosforo, sulla loro architettura e sui loro interni. Notevoli inclusioni sono state lo Yalı di Kıbrıslı Mehmed Emin Pasha, lo Yalı di Ethem Pertev, lo Yalı di Saffet Pasha, e lo Yalı di Zeki Pasha.

## Galleria d'immagini

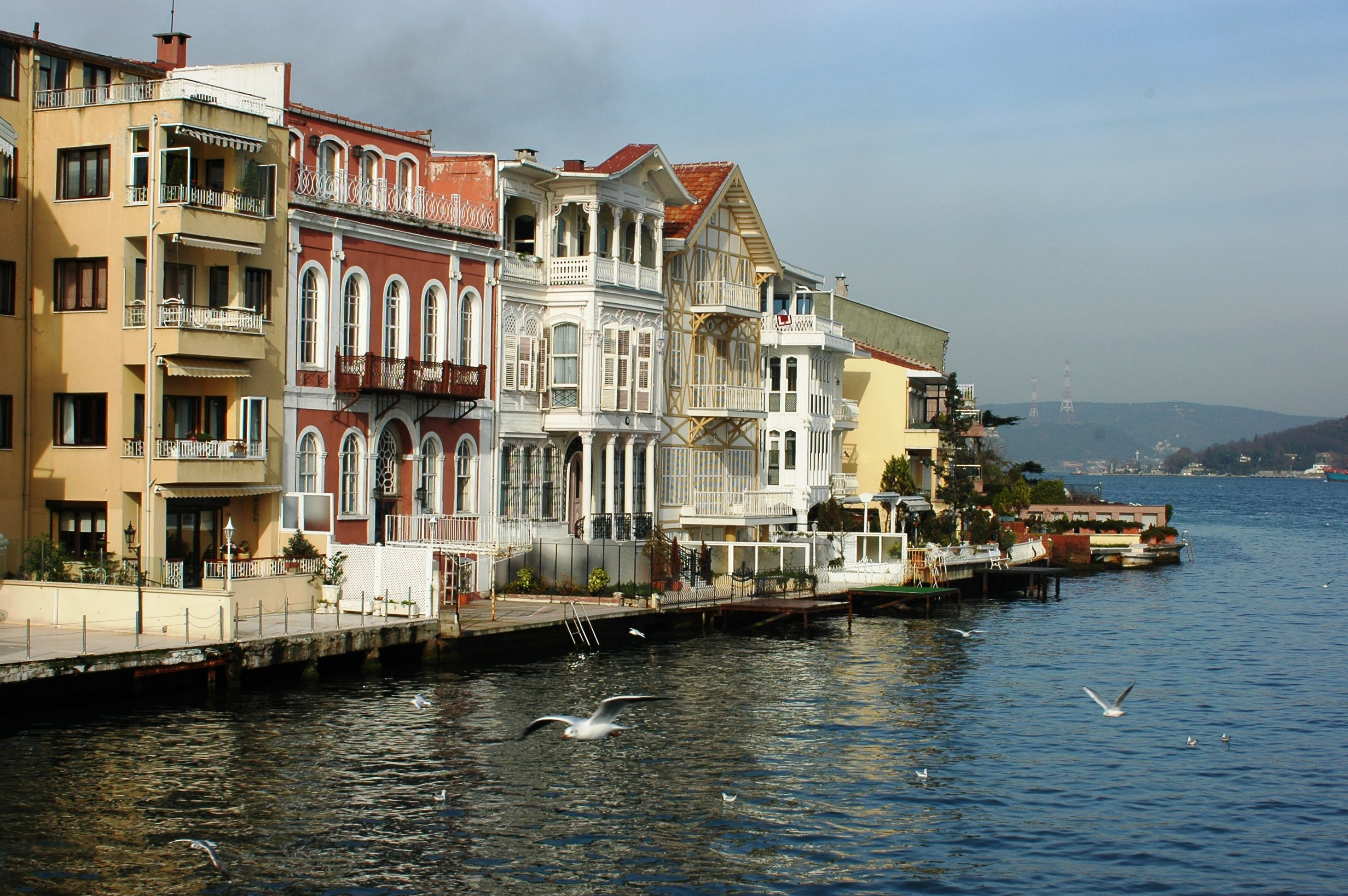
Yeniköy, sul Bosforo
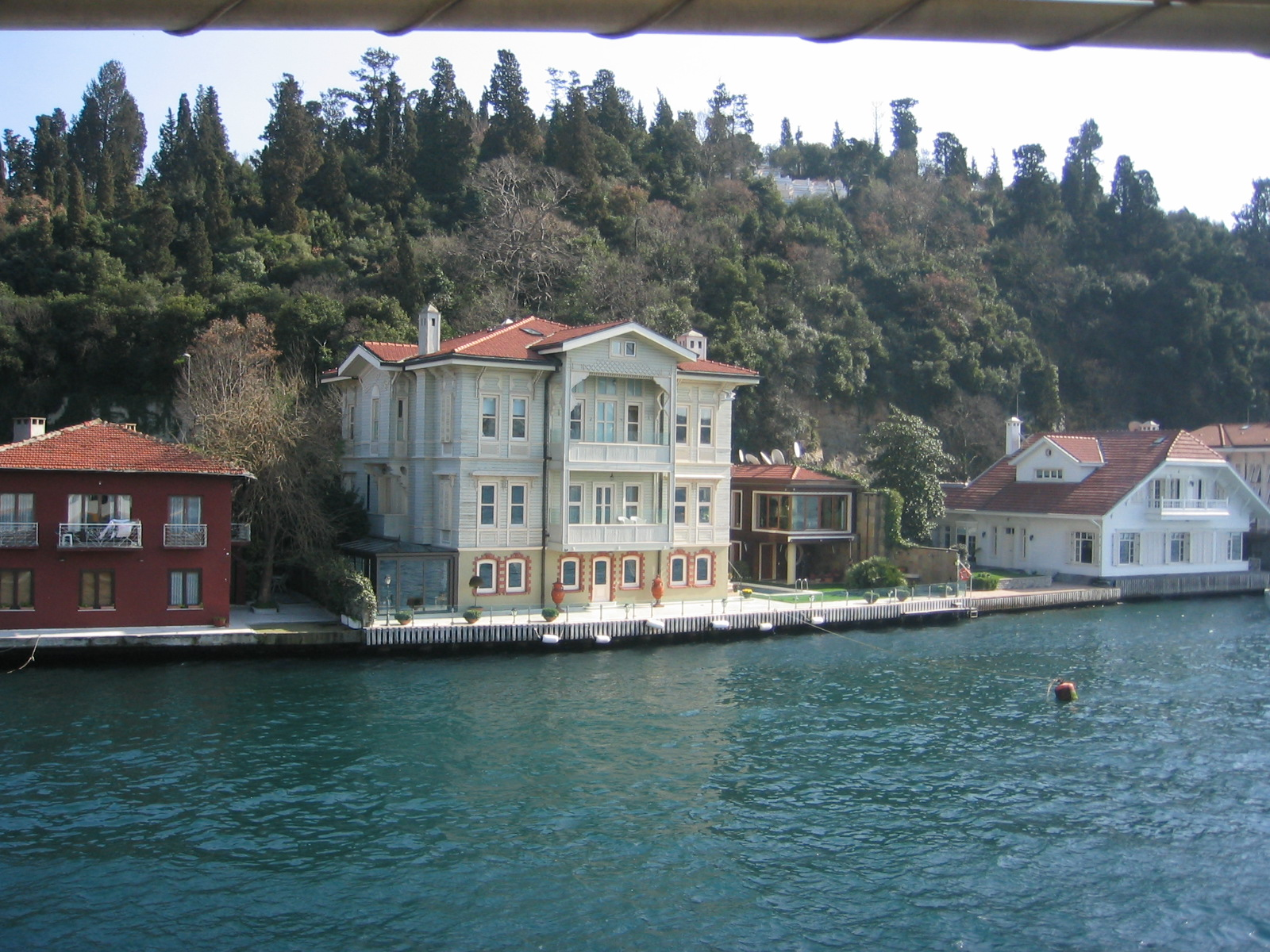
Case di epoca ottomana (yalı) sul Bosforo
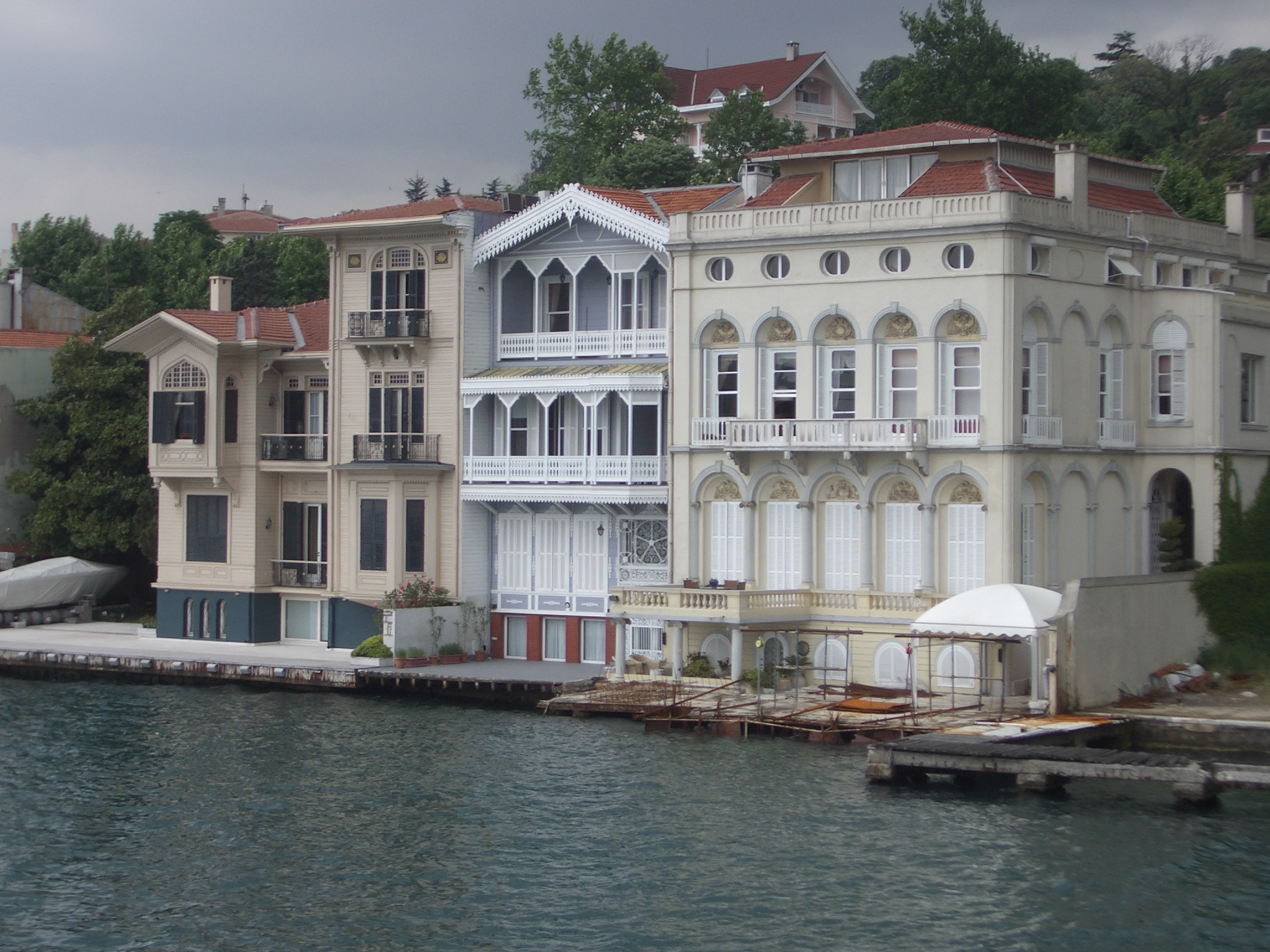
Case di epoca ottomana (yalı) sul Bosforo
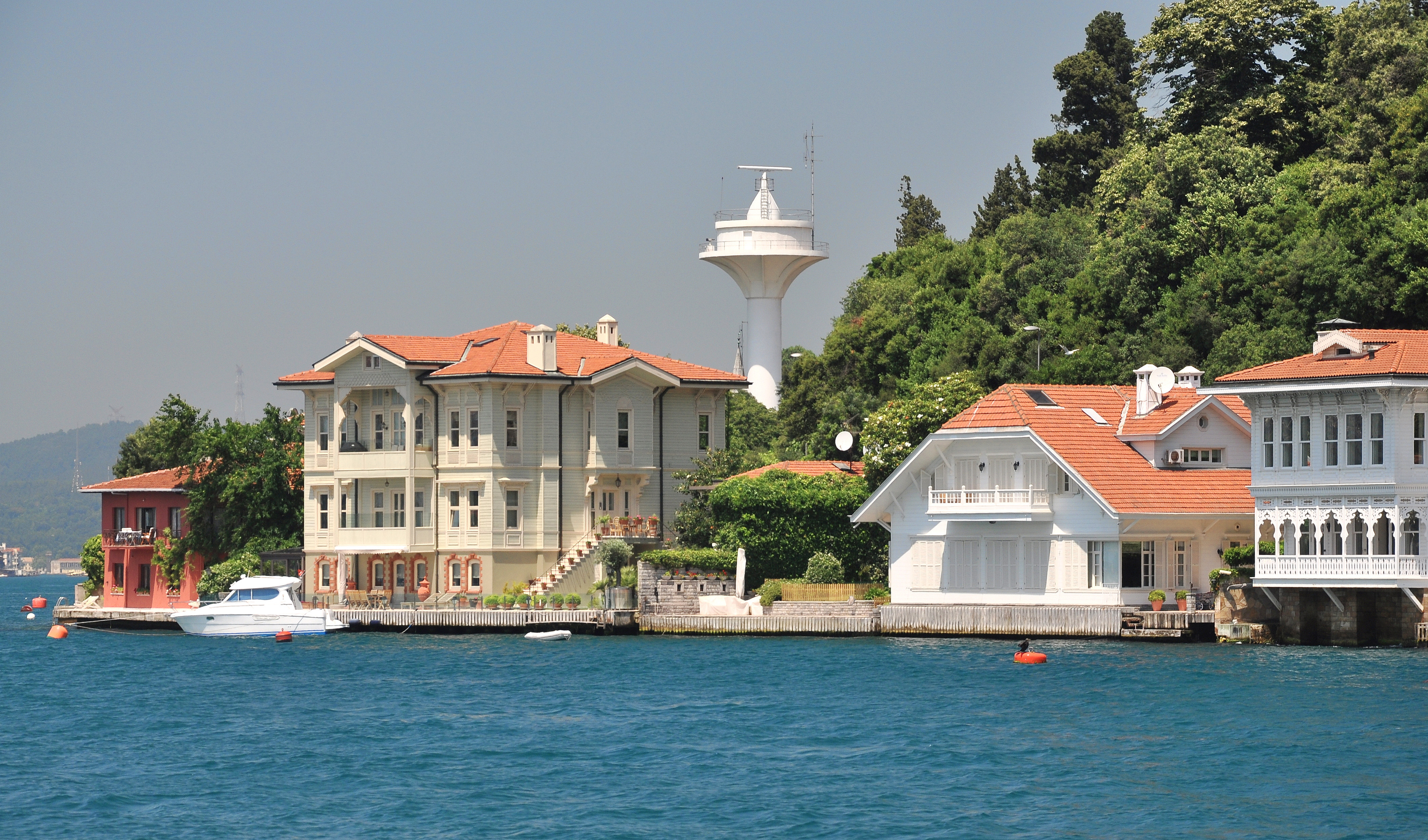
Case di epoca ottomana (yalı) sul Bosforo
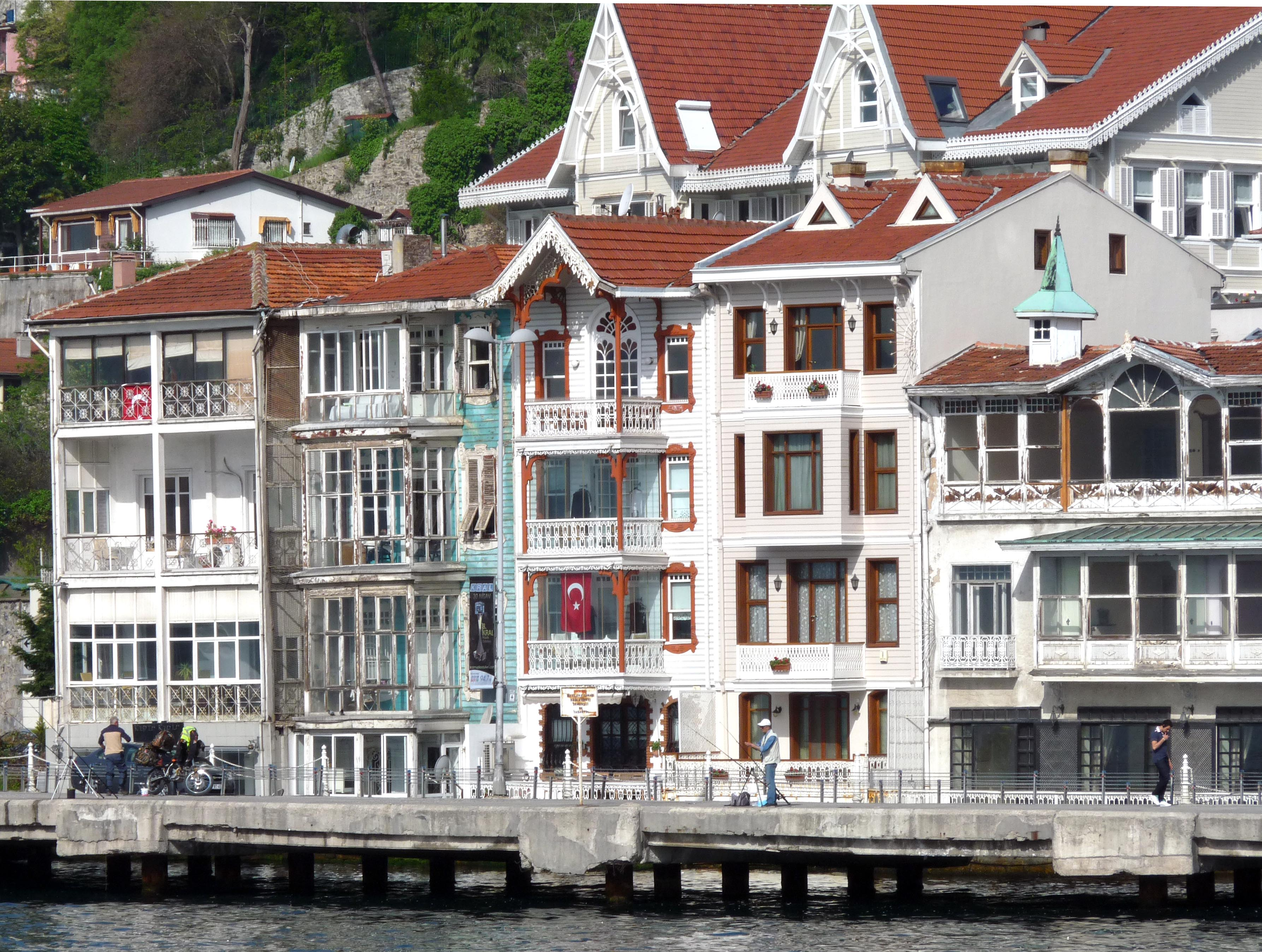
Case di epoca ottomana (yalı) sul Bosforo
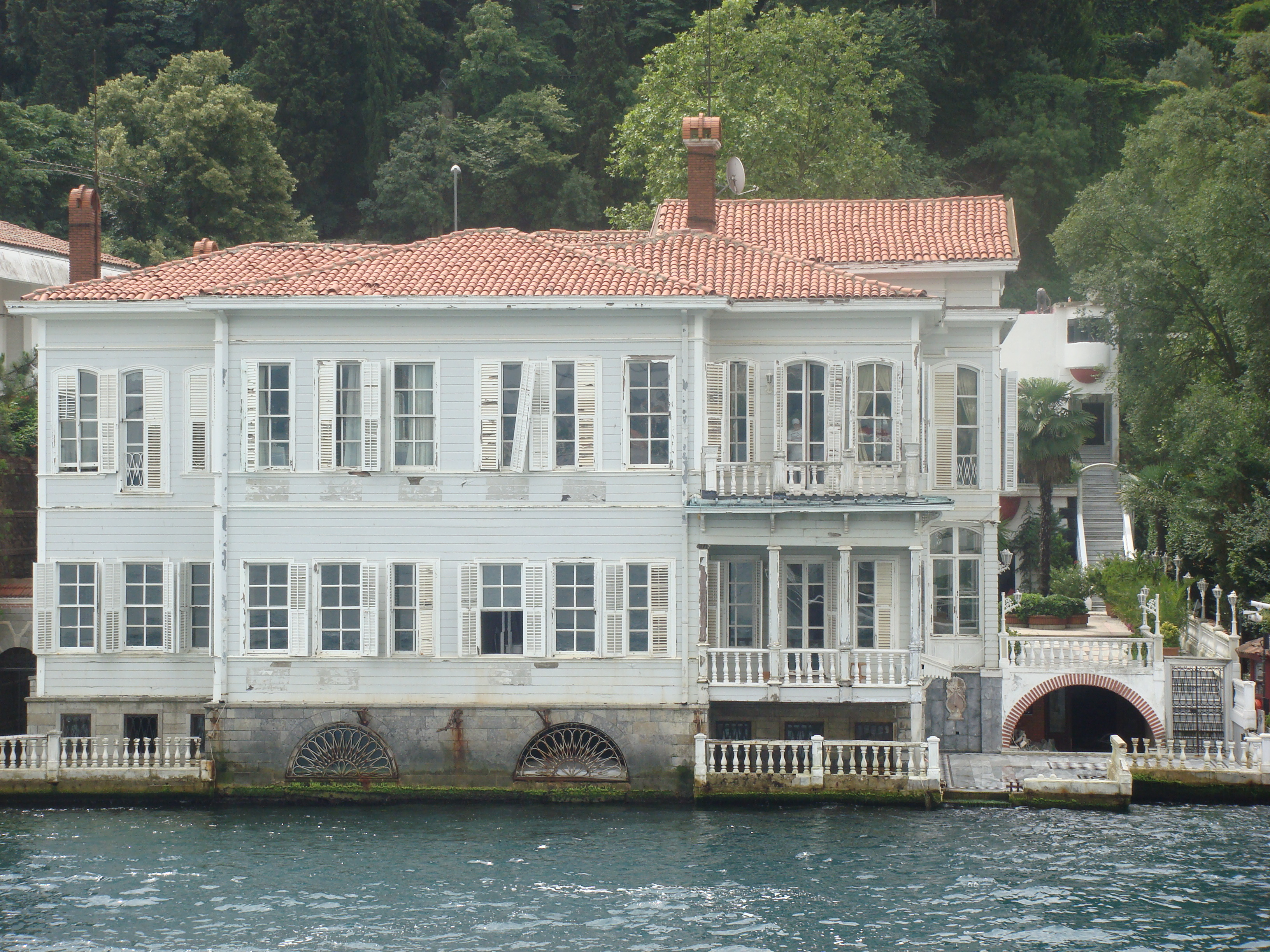
Casa di epoca ottomana (yalı) sul Bosforo
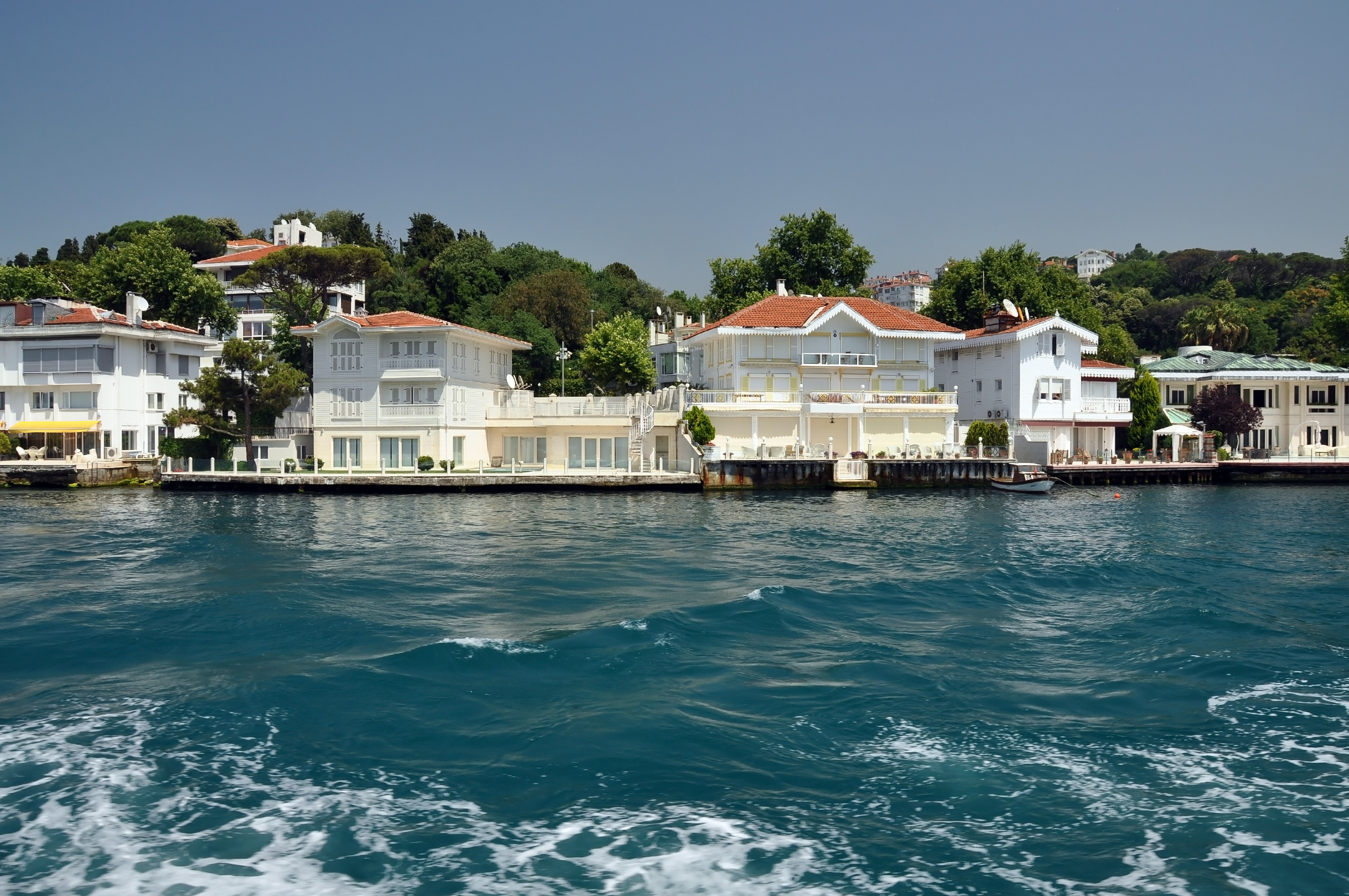
Elbiseci Ahmet Bey Yalısı ed Esra Umur Yalısı a Kanlıca sul Bosforo
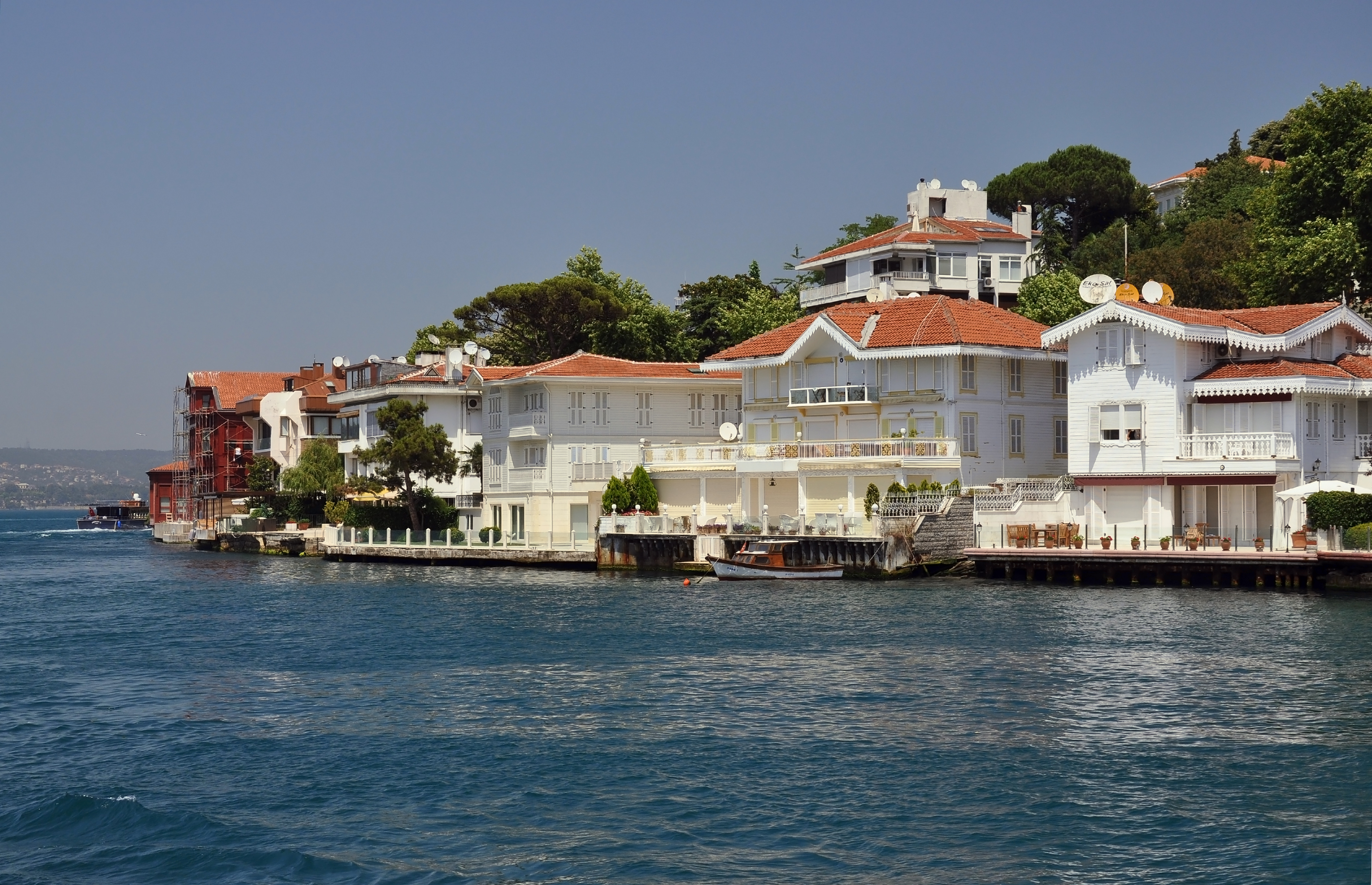
Esra Umur Yalısı e Necati Bey Yalısı a Kanlıca sul Bosforo
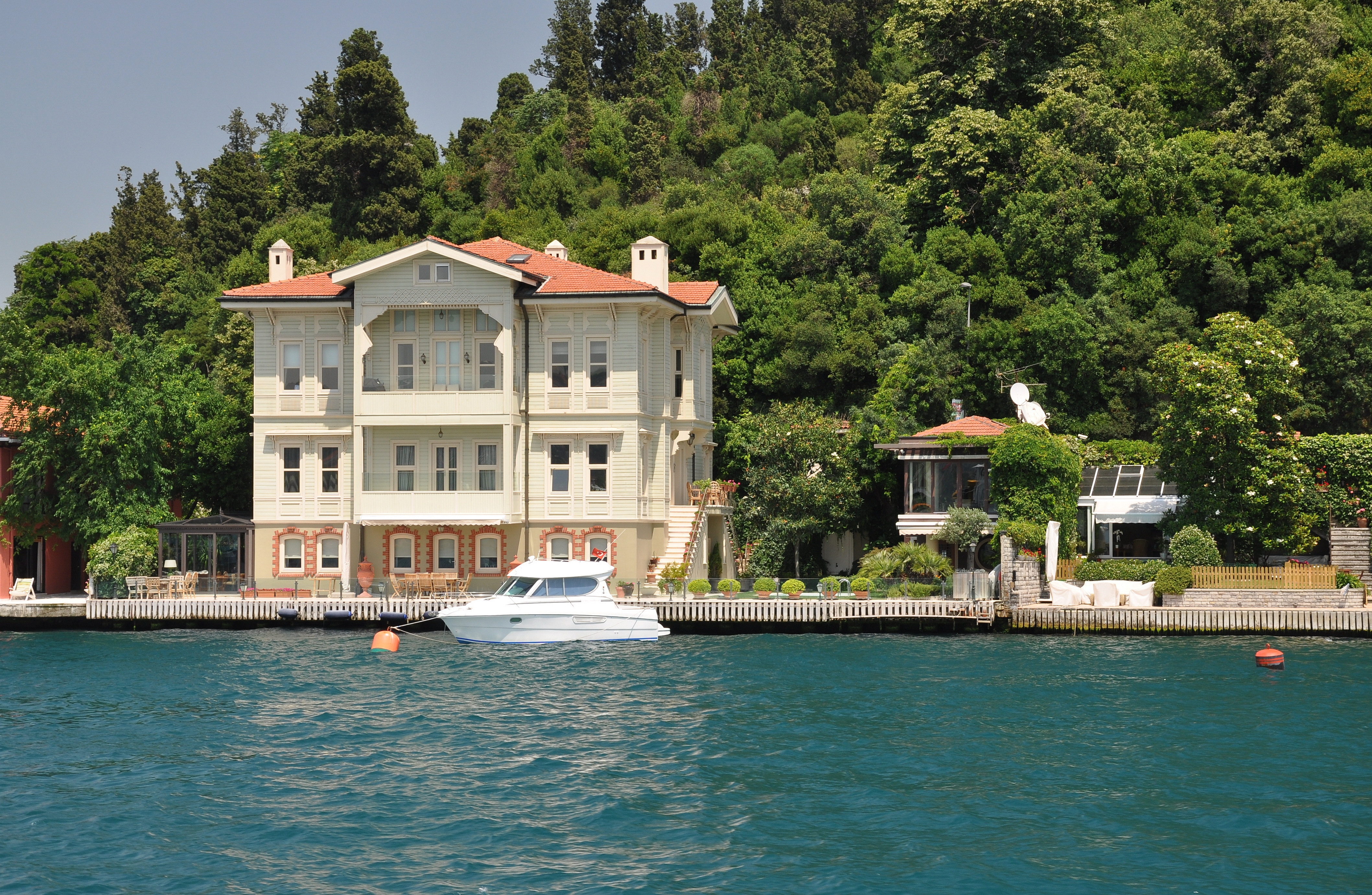
Hacı Ahmet Bey Yalısı a Kanlıca sul Bosforo
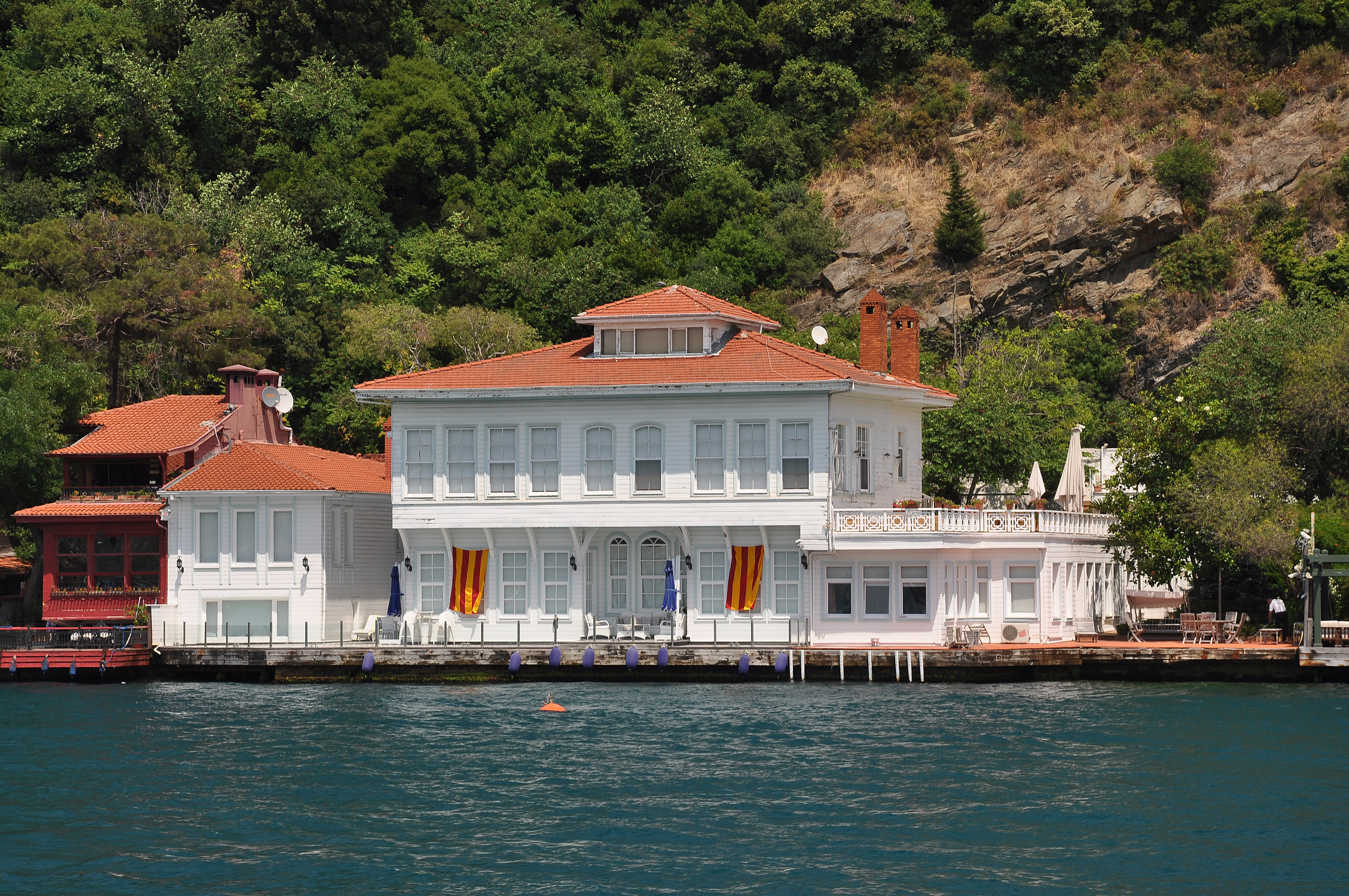
Sadrazam Kadri Paşa Yalısı a Kanlıca sul Bosforo
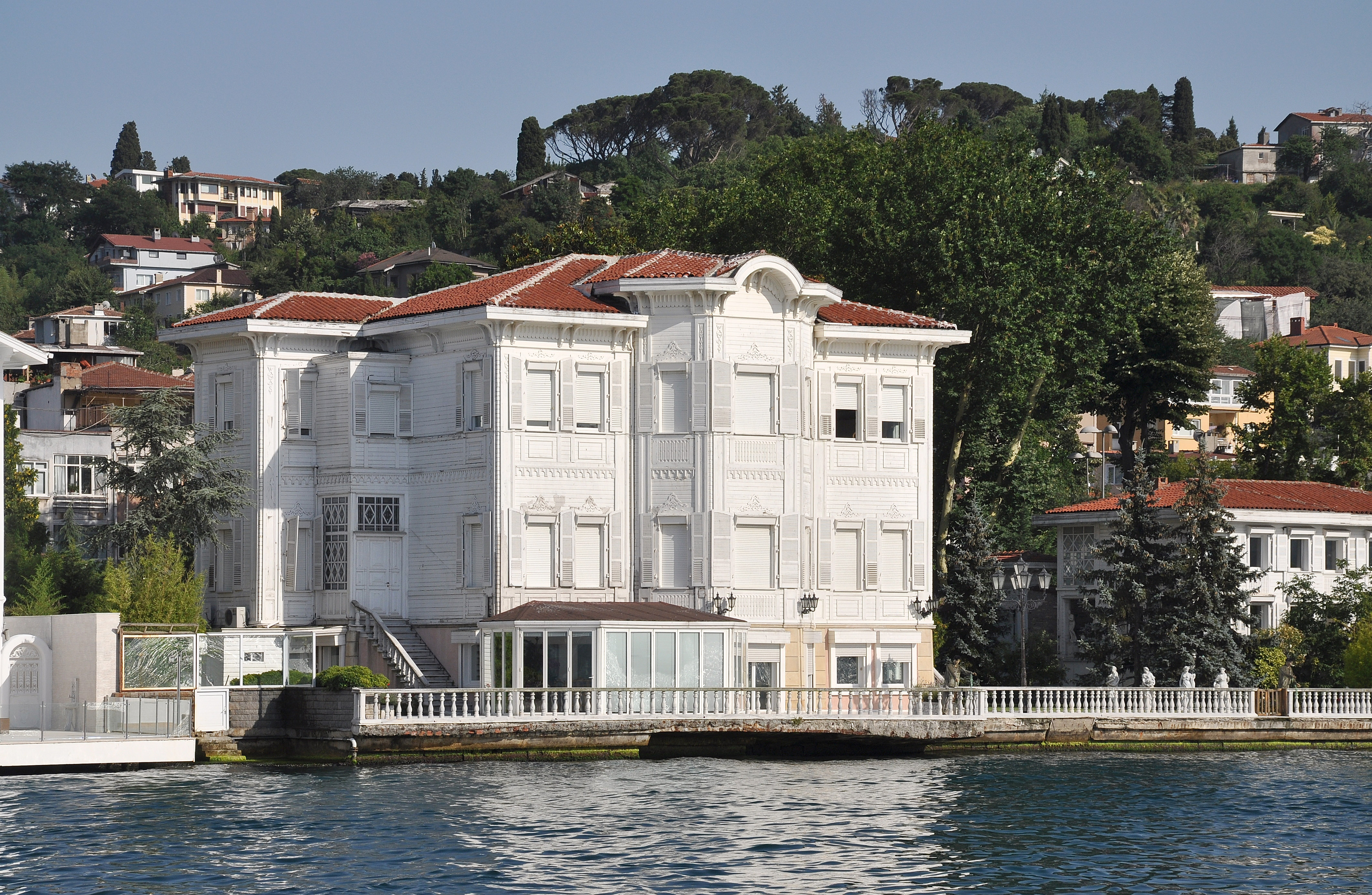
Yağcı Hacı Şefik Bey Yalısı a Kanlıca sul Bosforo
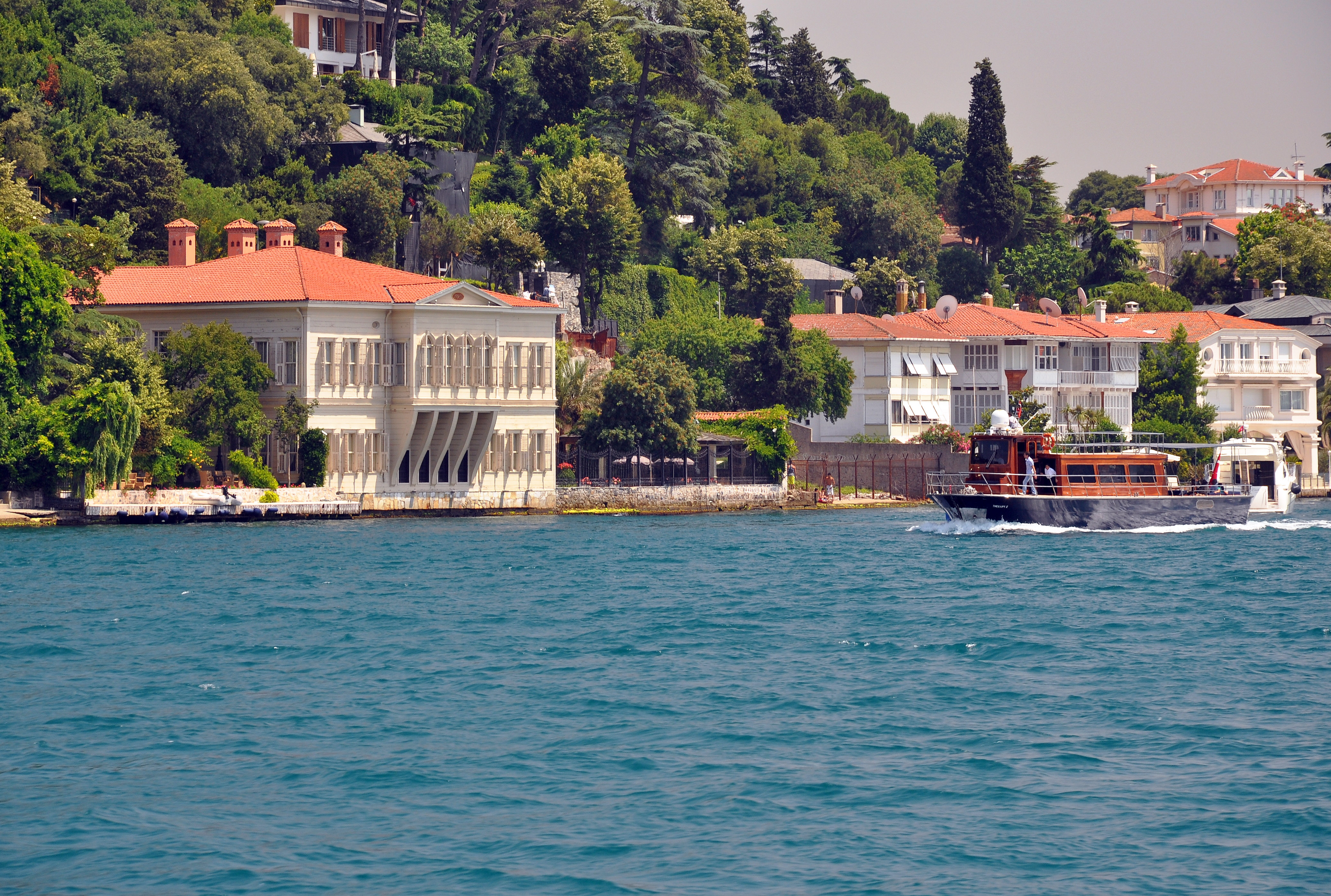
Zarif Mustafa Paşa Yalısı a Kanlıca sul Bosforo
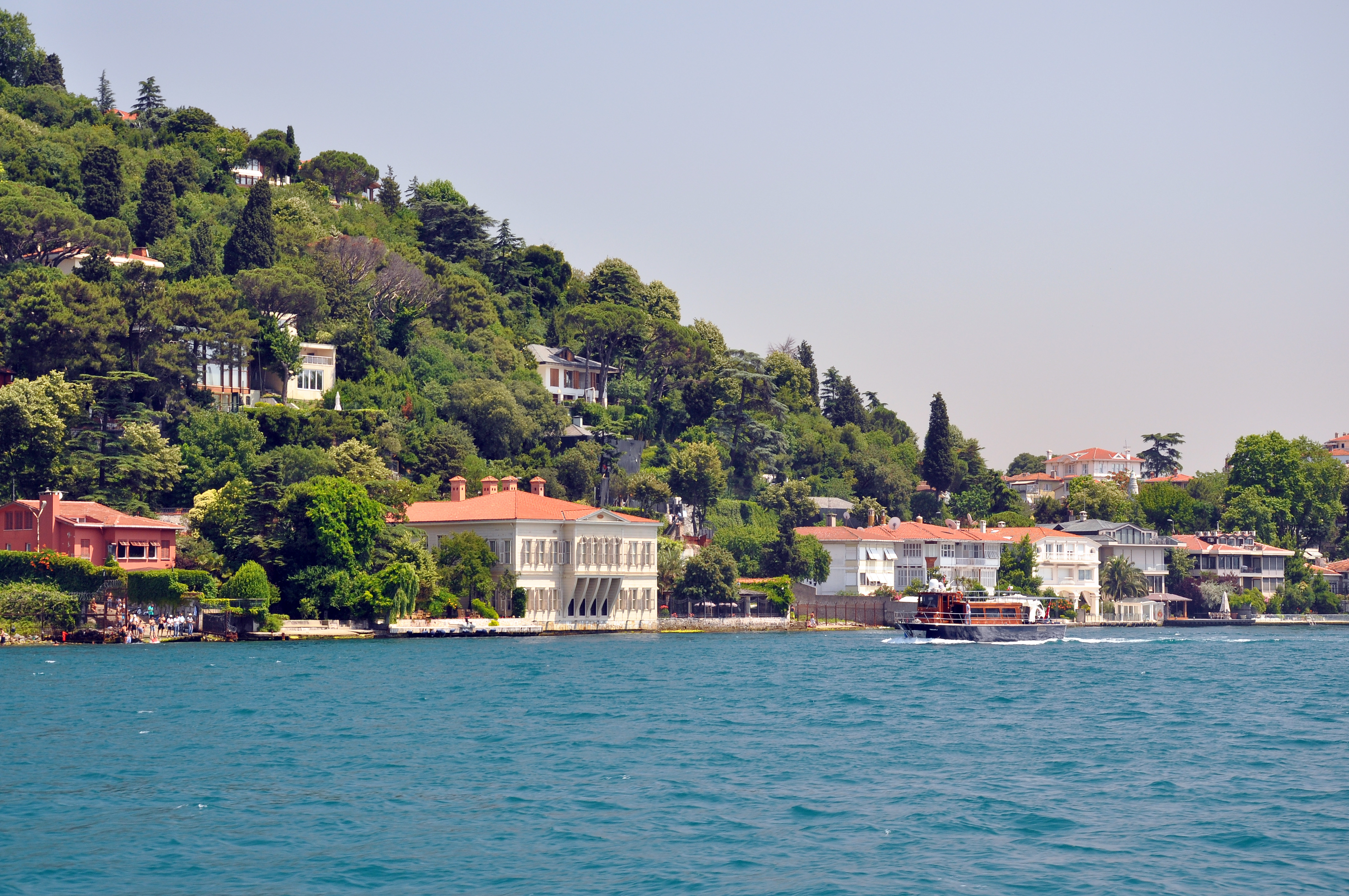
Zarif Mustafa Paşa Yalısı a Kanlıca sul Bosforo
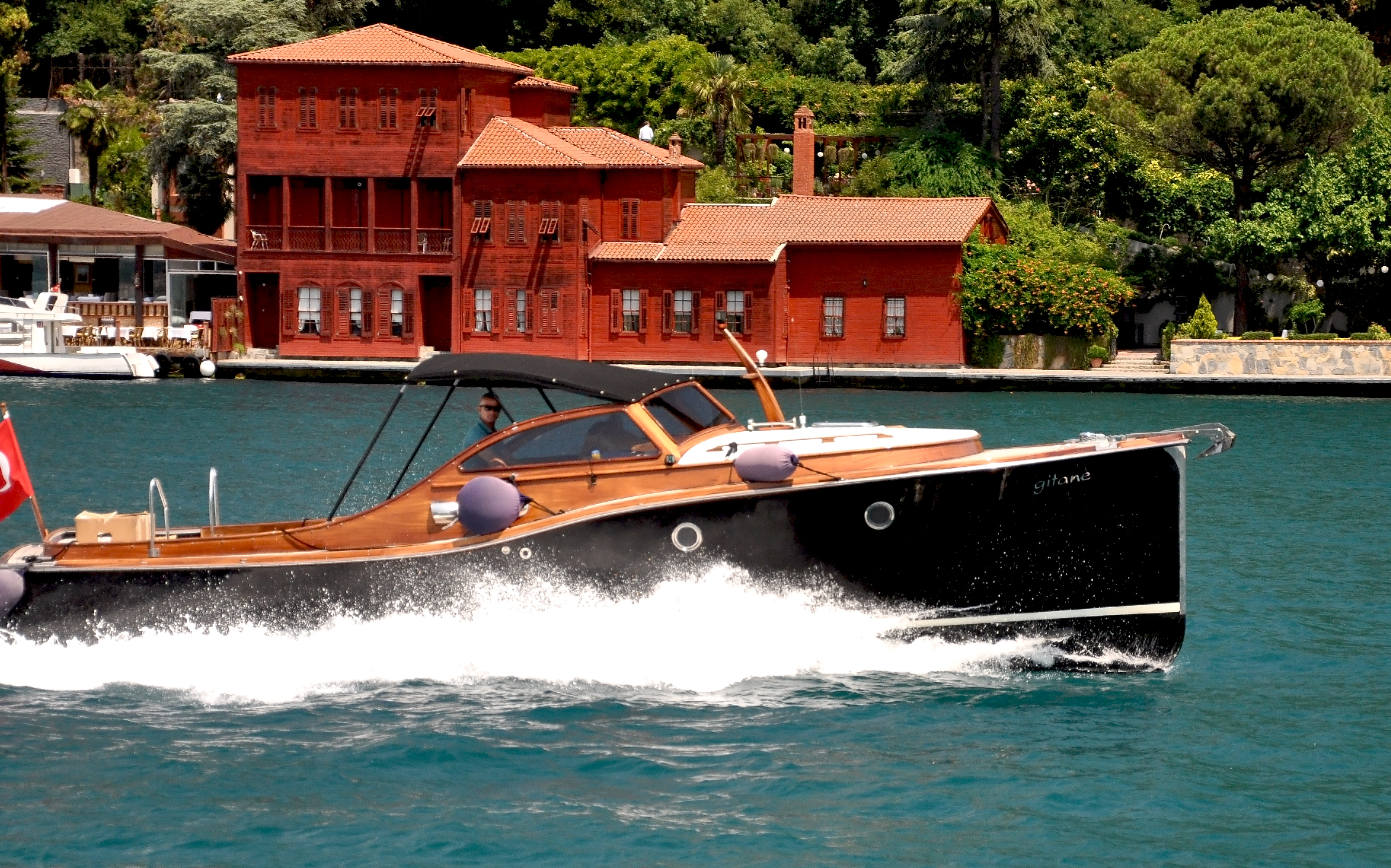
Yali Hekimbaşı Salih Efendi Yalısı a Kanlıca sul Bosforo, prima di essere danneggiato nel 2018
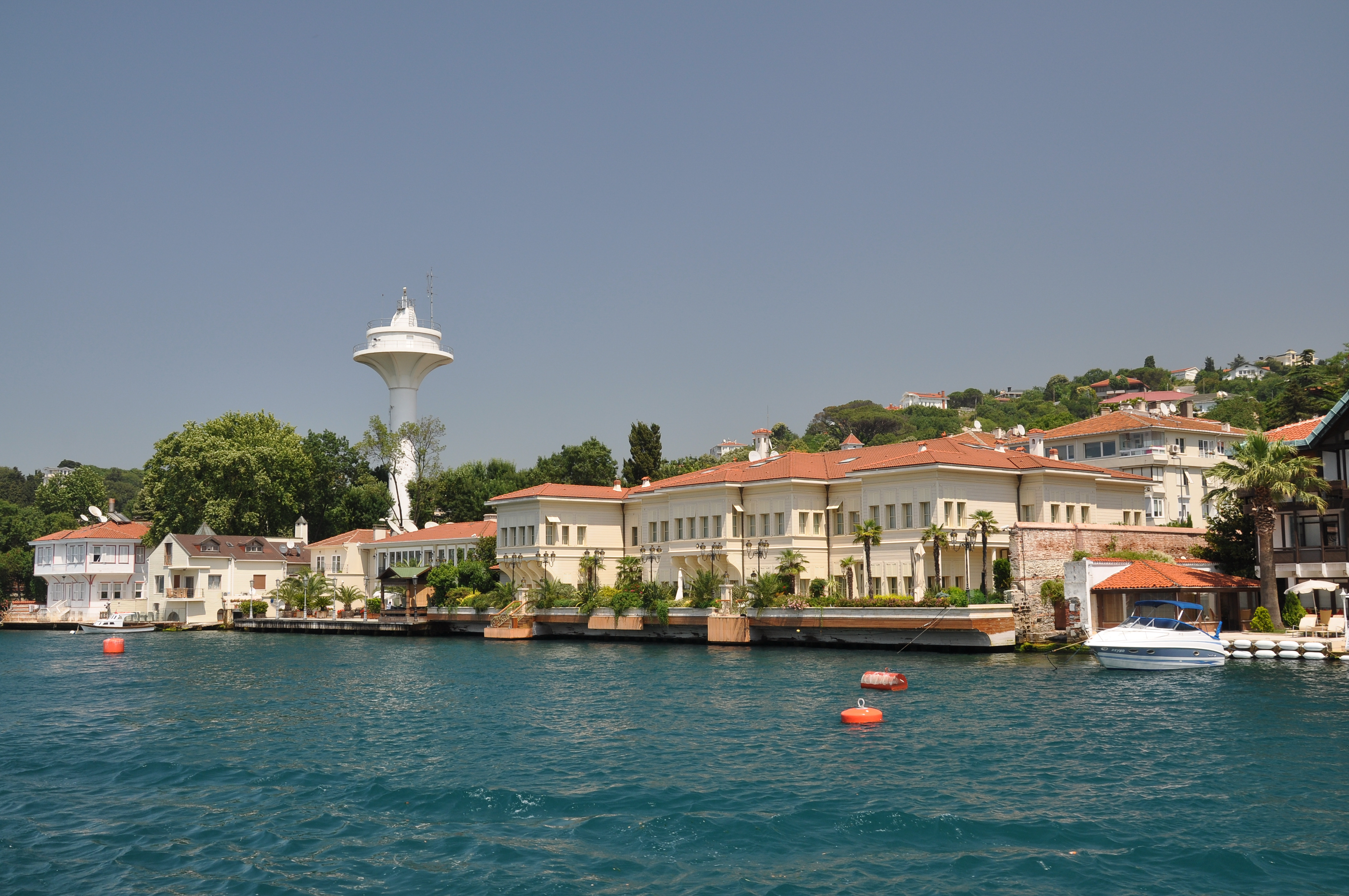
Saffet Paşa Yalısı a Kanlıca sul Bosforo.
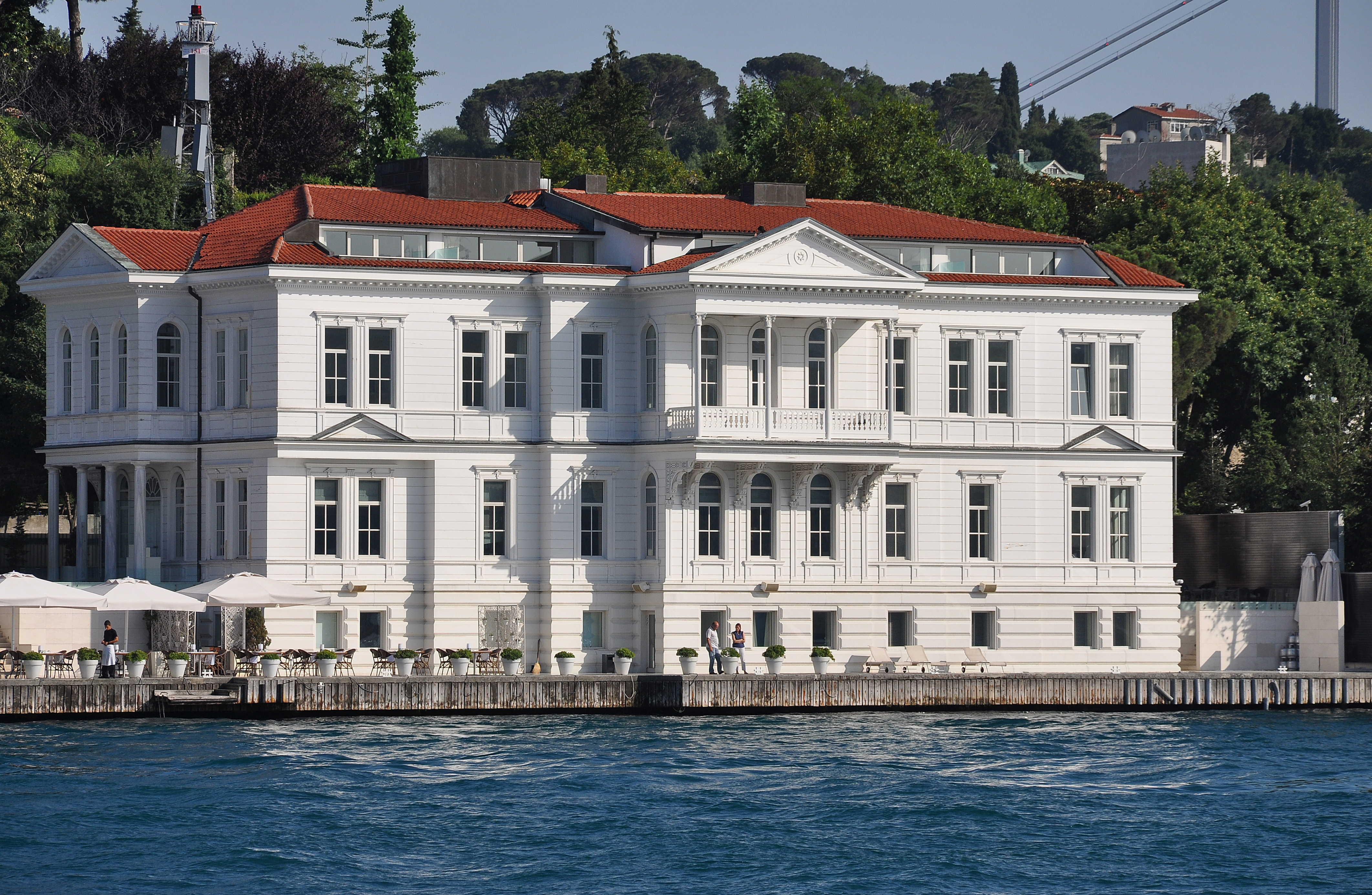
Yalı di Ahmet Rasim Pasha a Kanlıca sul Bosforo
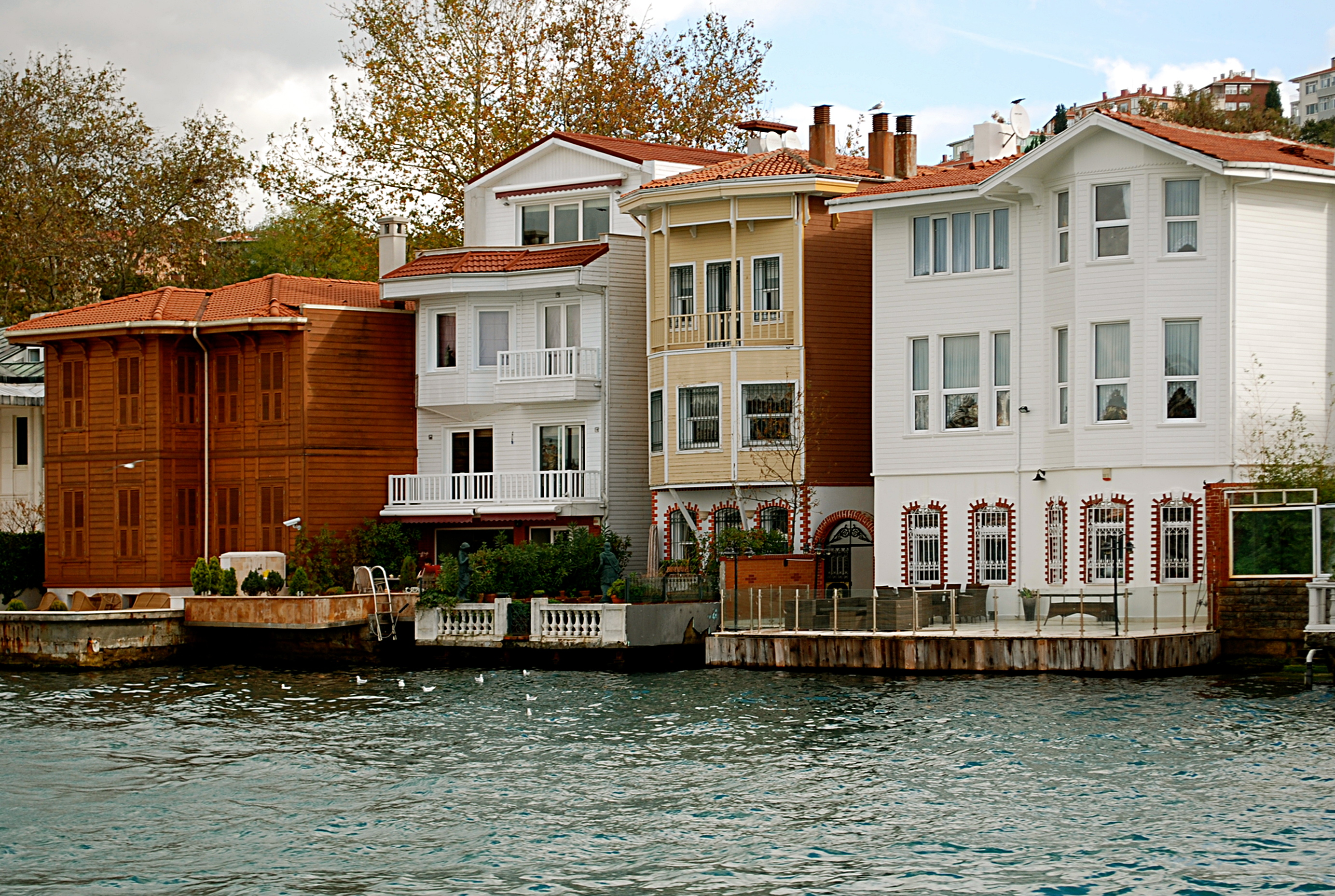
Kanlıca, sul Bosforo
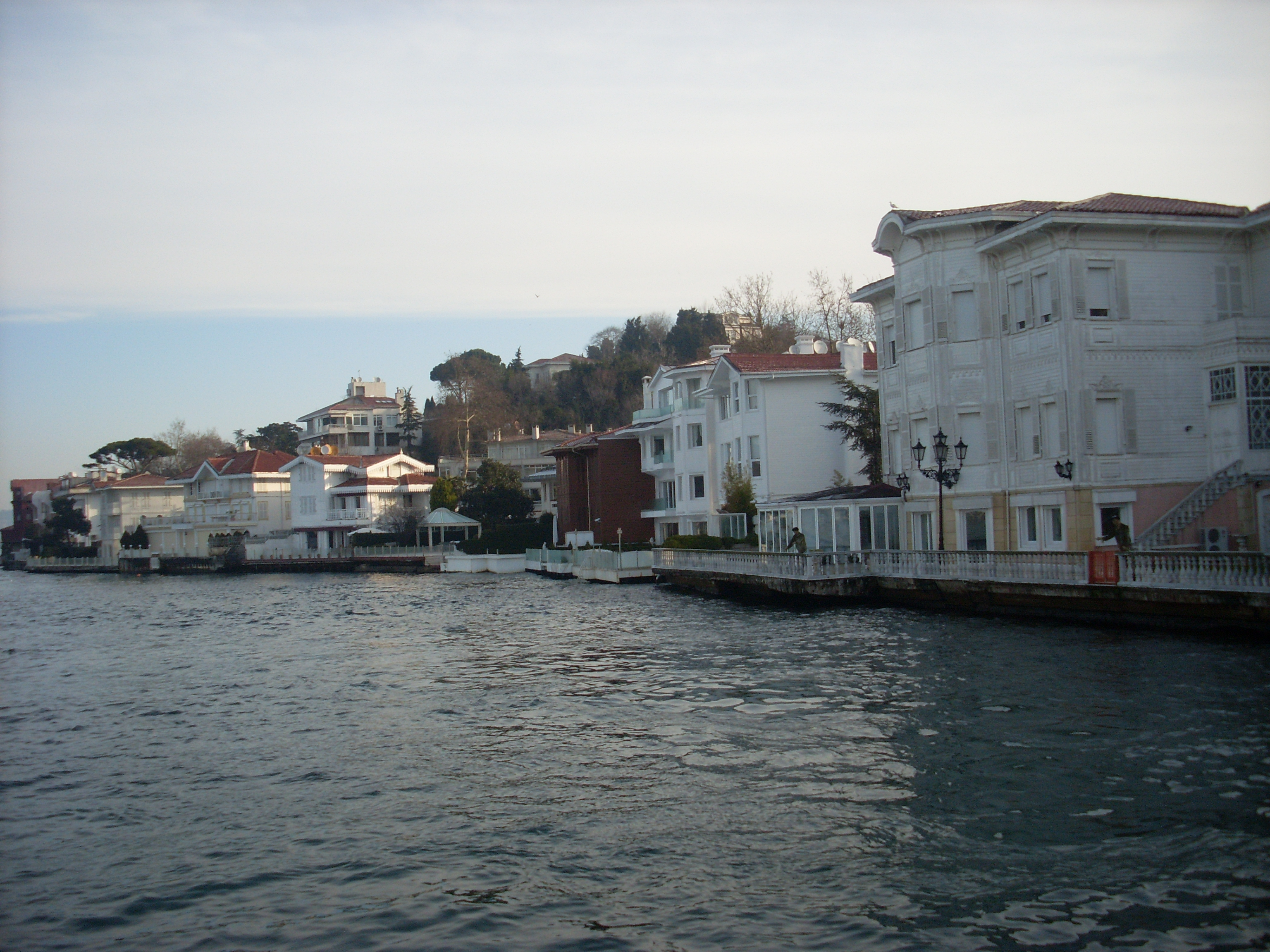
Kanlıca, sul Bosforo
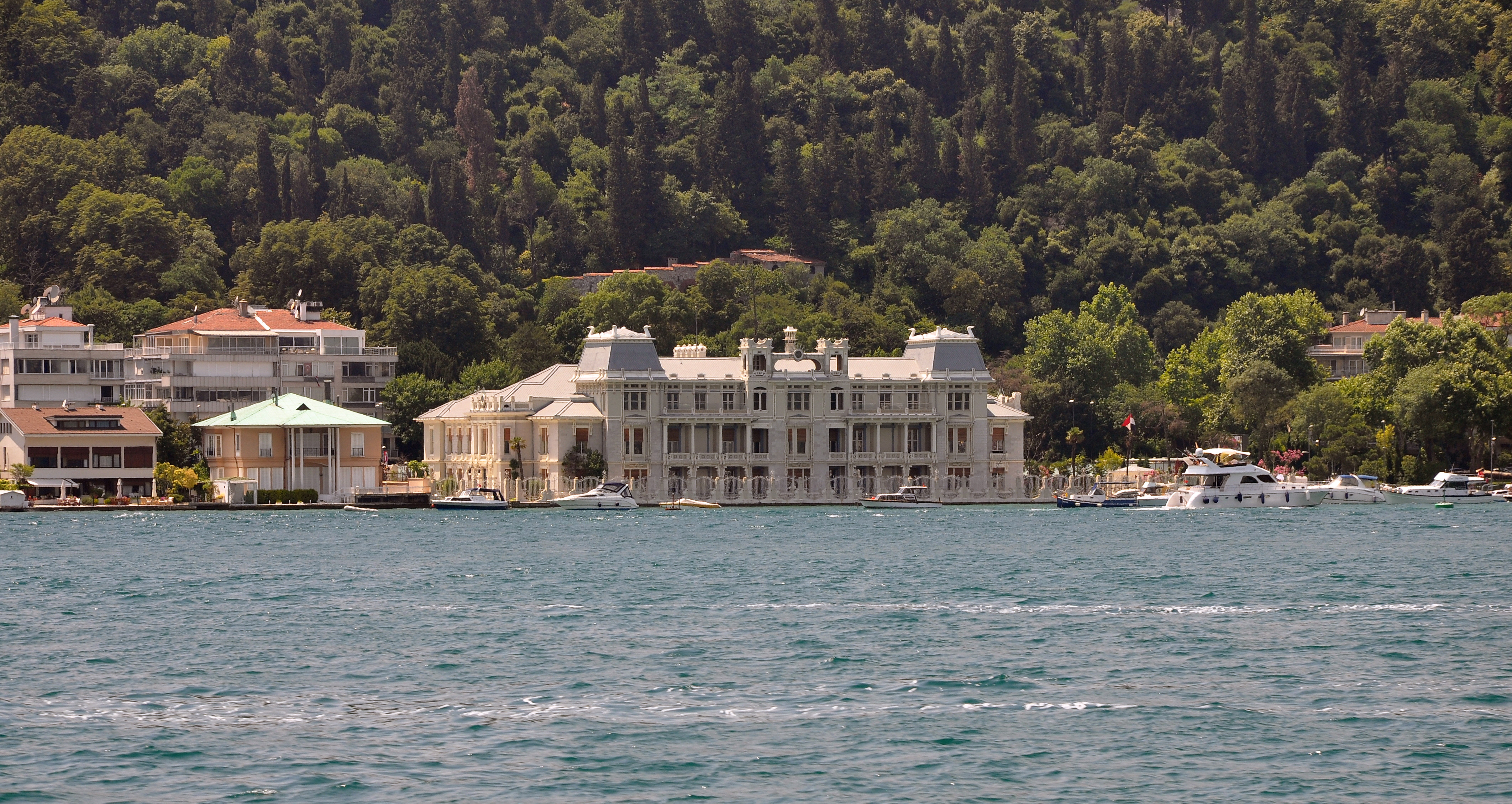
Yalı di Âli Pasha (attualmente consolato egiziano) a Bebek sul Bosforo
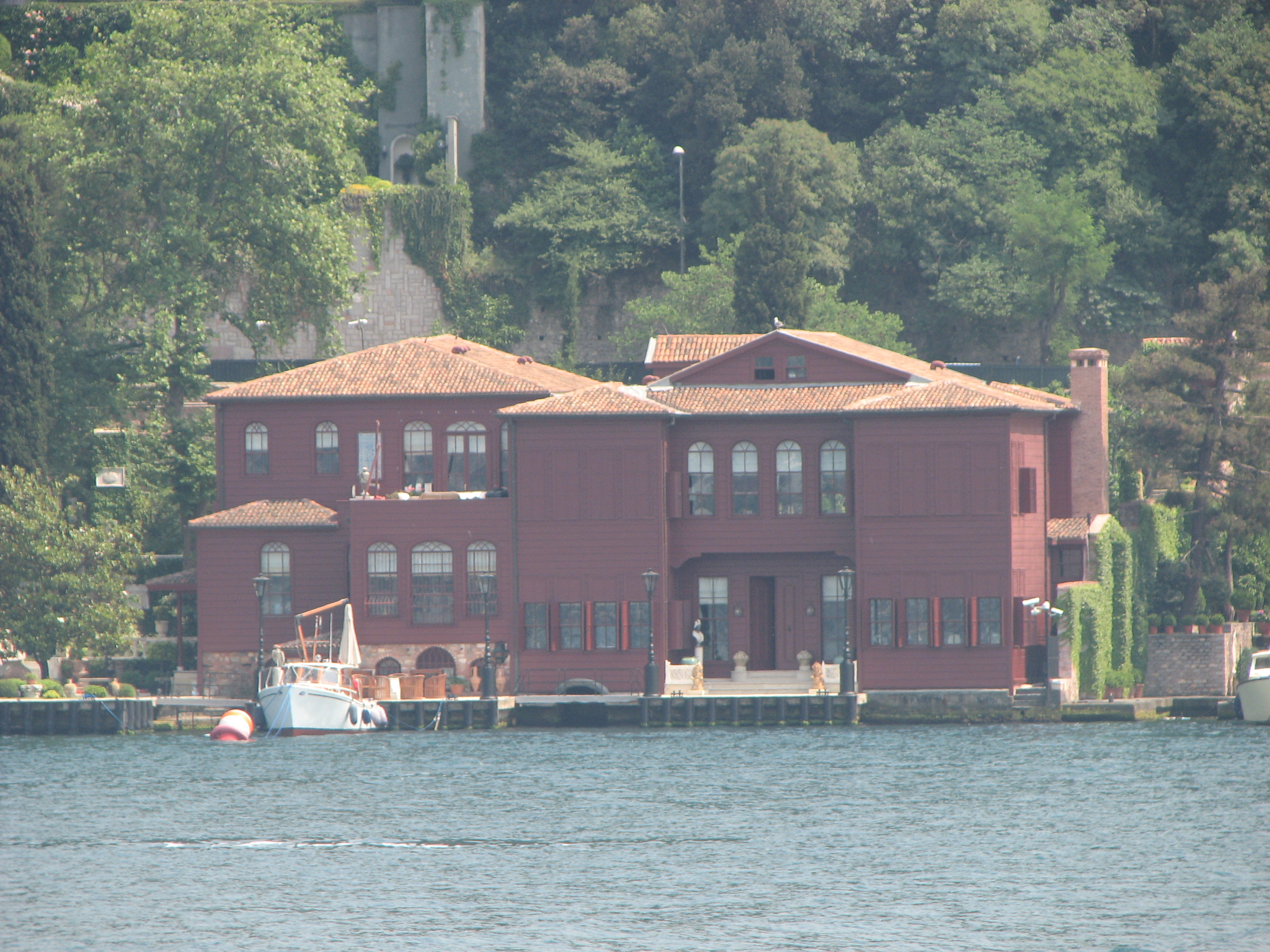
Yalı del Conte Ostrorog a Kandilli sul Bosforo
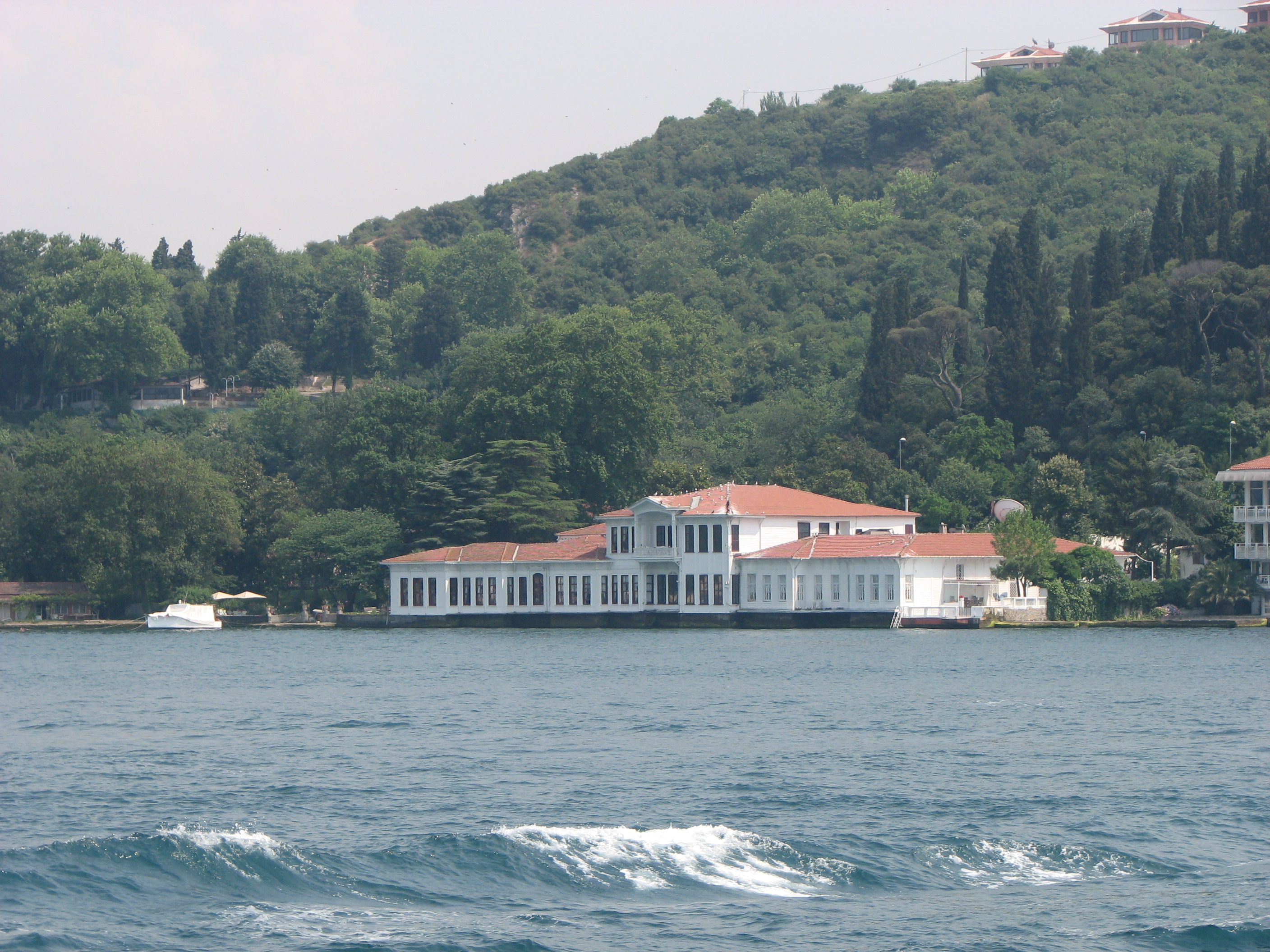
Yalı di Kıbrıslı Mehmed Emin Pasha a Kandilli sul Bosforo
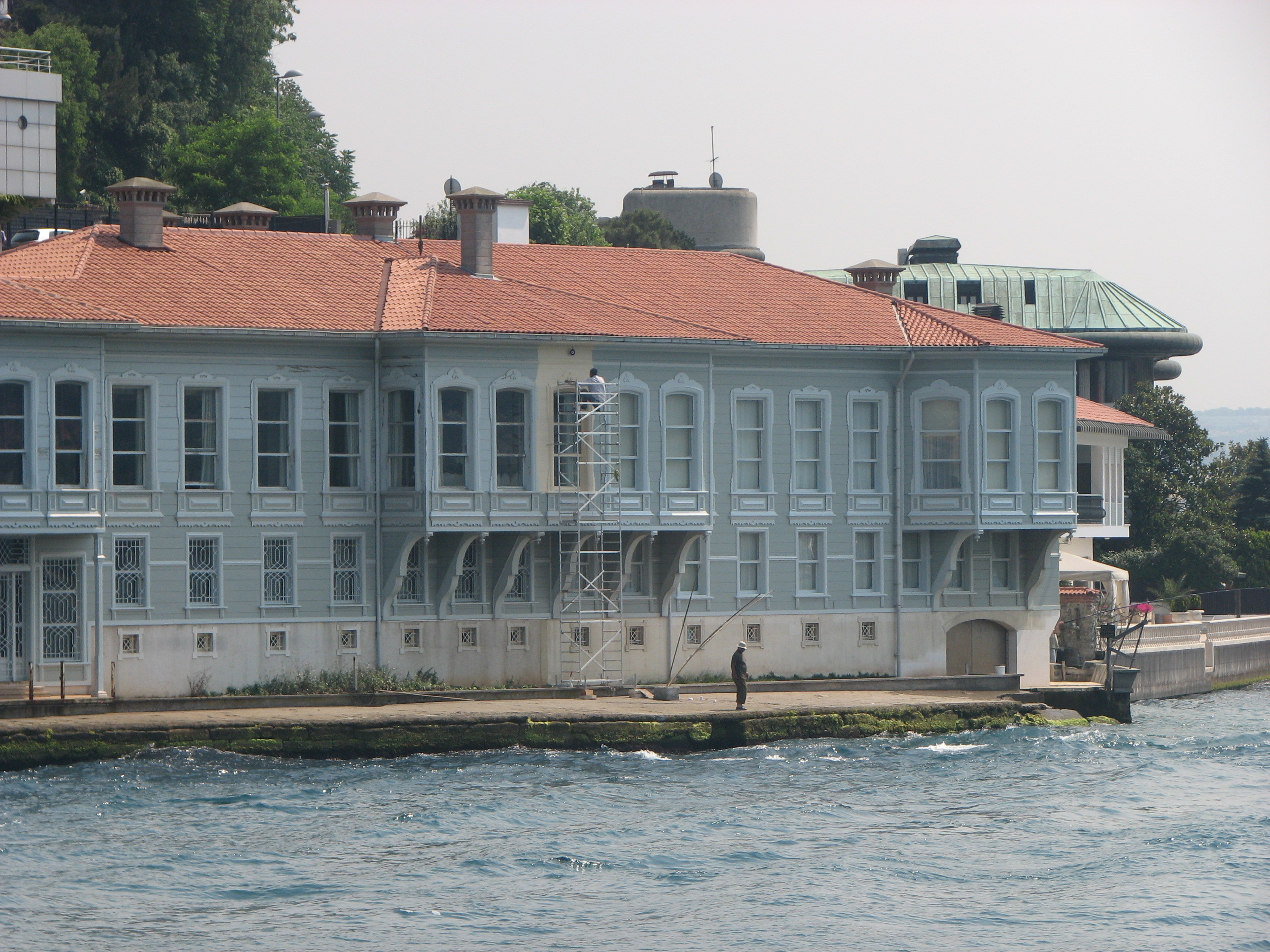
Edib Efendi Yalısı a Kandilli sul Bosforo
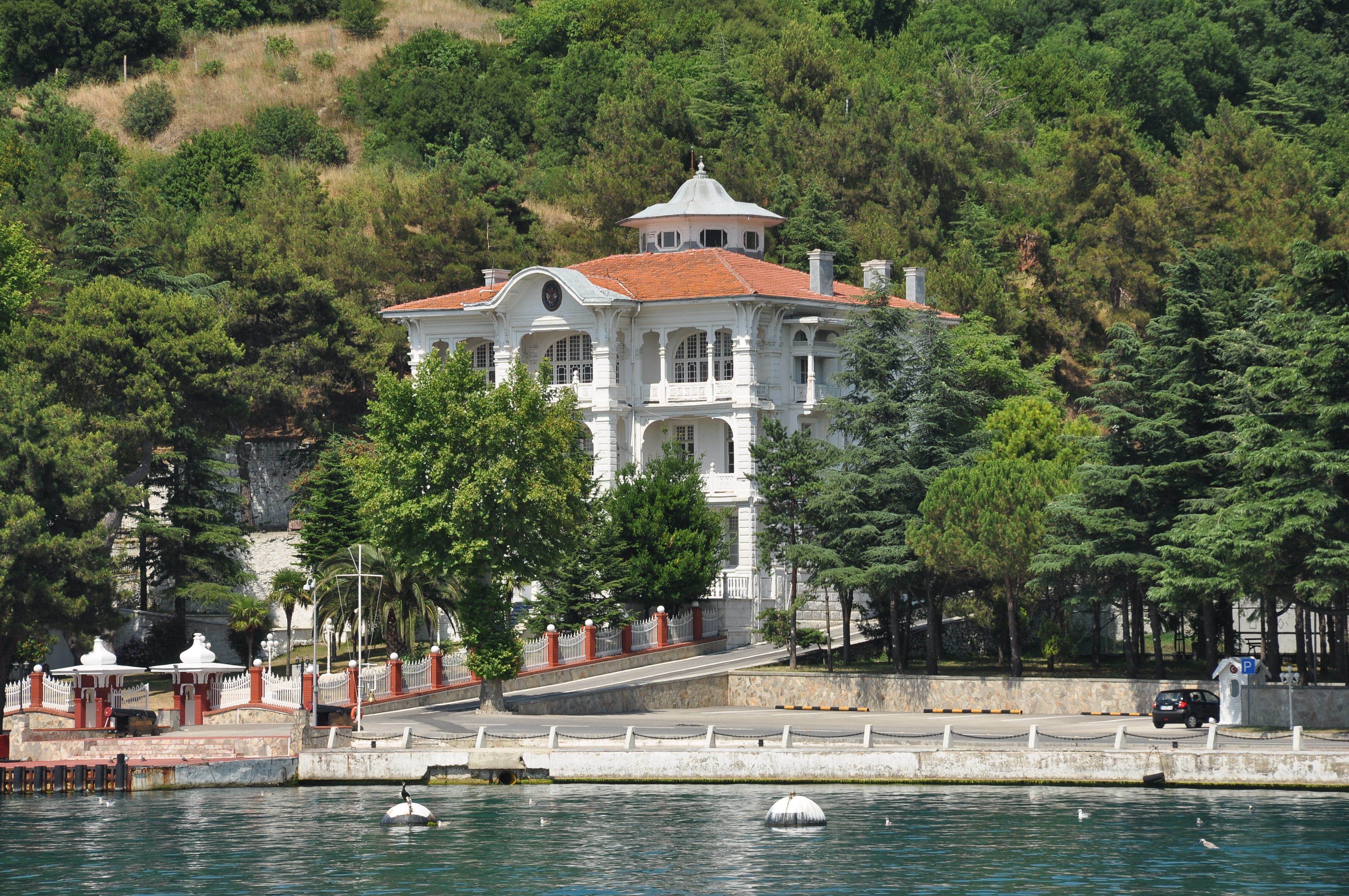
Uno yalı ad Anadolu Kavağı sul Bosforo
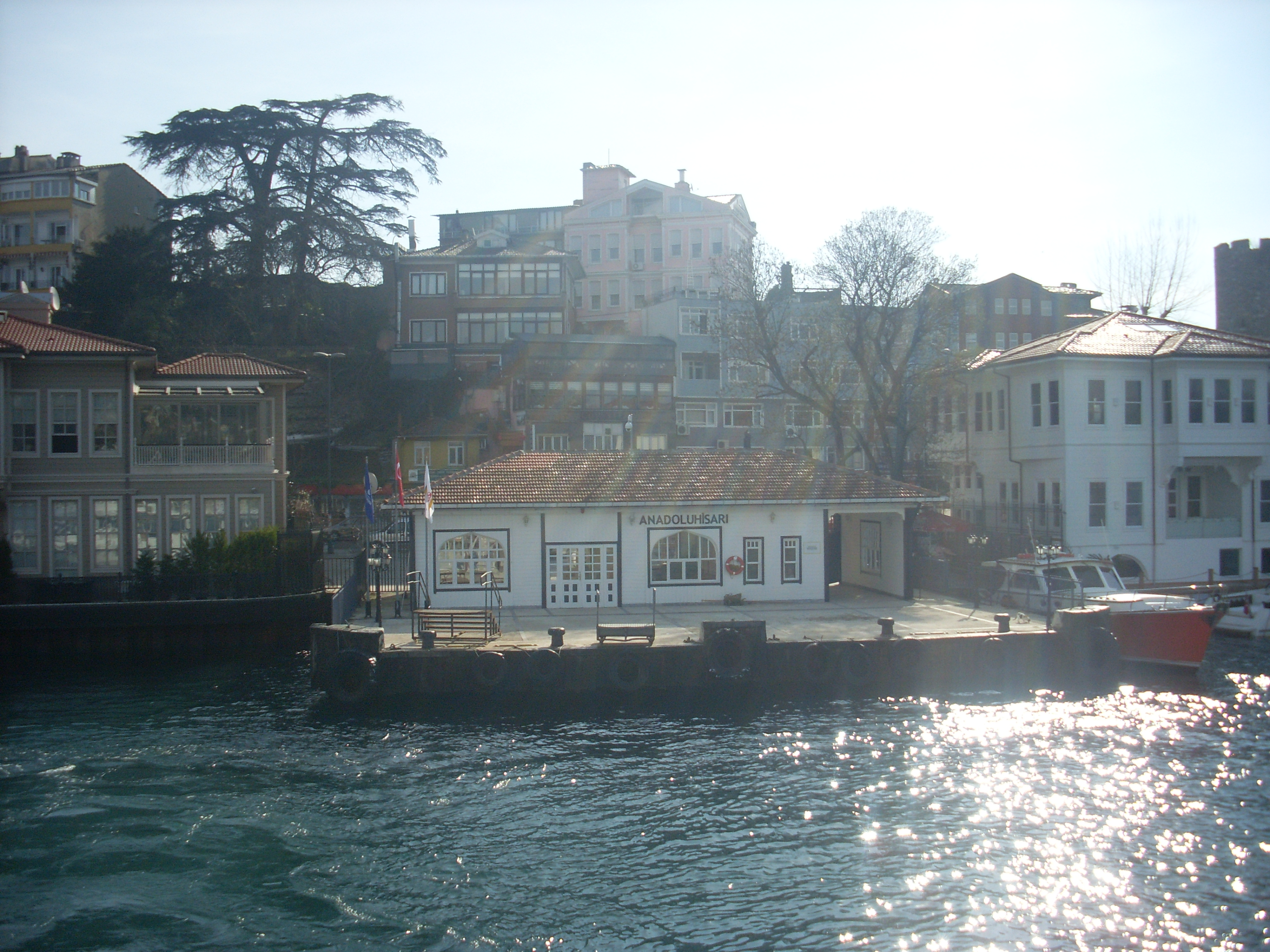
Anadoluhisarı, sul Bosforo
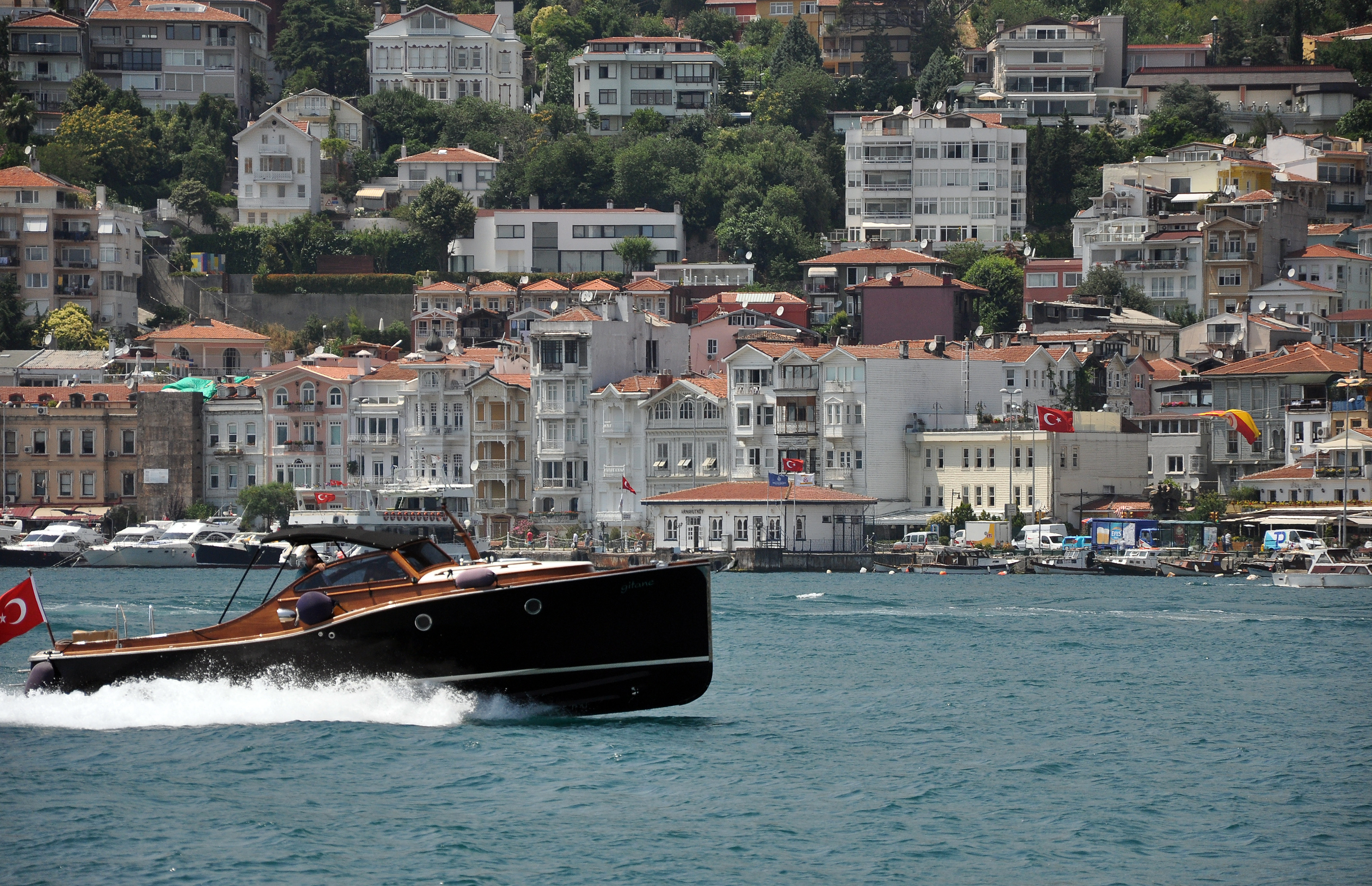
Arnavutköy, sul Bosforo
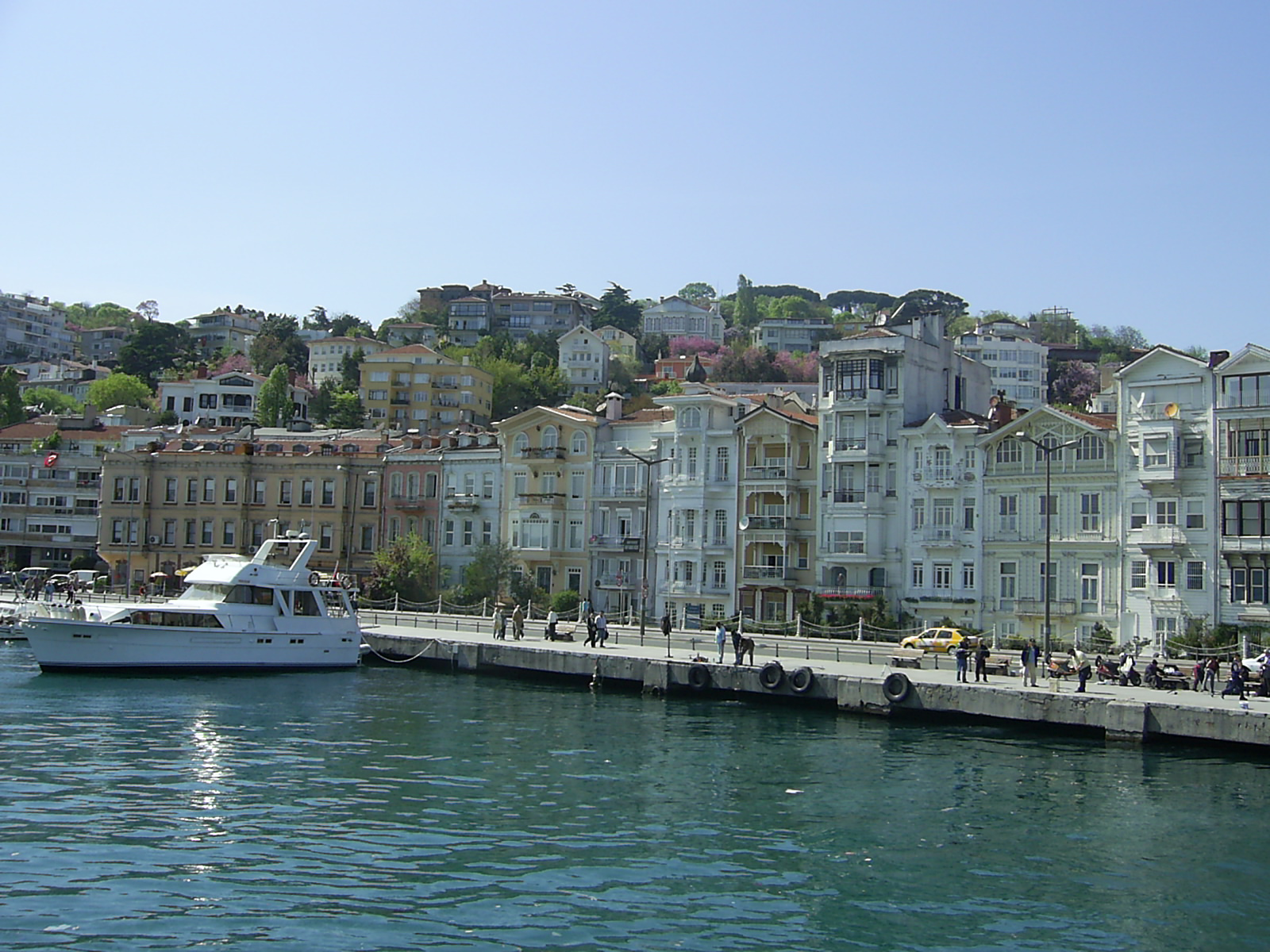
Arnavutköy, sul Bosforo